# Lodi
Lodi (IPA: [ˈlɔːdi], ; Lòd in dialetto lodigiano) è un comune italiano di 45 415 abitanti, capoluogo dell'omonima provincia in Lombardia.
La città fu fondata il 3 agosto 1158 da Federico Barbarossa, in seguito alla distruzione dell'antico borgo di Laus Pompeia, già municipium romano, sede vescovile e libero comune. Durante il Rinascimento conobbe un periodo di grande splendore artistico e culturale, dopo aver ospitato nel 1454 la firma dello storico trattato fra gli Stati preunitari italiani noto come pace di Lodi.
Nel XXI secolo, la città è un importante centro industriale nei settori della cosmesi, dell'artigianato e della produzione lattiero-casearia. È inoltre il punto di riferimento di un territorio prevalentemente votato all'agricoltura e all'allevamento: in virtù di tale peculiarità, Lodi è stata scelta come sede della facoltà di medicina veterinaria dell'Università degli Studi di Milano nonché del Parco Tecnologico Padano, uno degli istituti di ricerca più qualificati a livello europeo nel campo delle biotecnologie agroalimentari.
Sono sviluppate anche le attività legate al settore terziario e al turismo: Lodi si annovera fra le città d'arte della Pianura Padana e offre quale spunto principale la presenza di alcuni importanti monumenti, tra cui il Duomo, il Tempio Civico dell'Incoronata, la chiesa di San Francesco, la chiesa di Sant'Agnese e palazzo Mozzanica.

## Geografia fisica

### Territorio
Il territorio di Lodi, esteso per 41,38 km², è situato nella parte centro-meridionale della Lombardia, nella fascia nota come «bassa pianura». Il nucleo più antico della città sorge sul colle Eghezzone, un'altura di forma approssimativamente trapezoidale ubicata sulla riva destra del fiume Adda; il resto del centro abitato si trova in parte su un terrazzo morfologico creato dall'opera di erosione del fiume, e in parte nell'area golenale. Il territorio del comune risulta compreso tra i 65 e gli 87 m sul livello del mare.

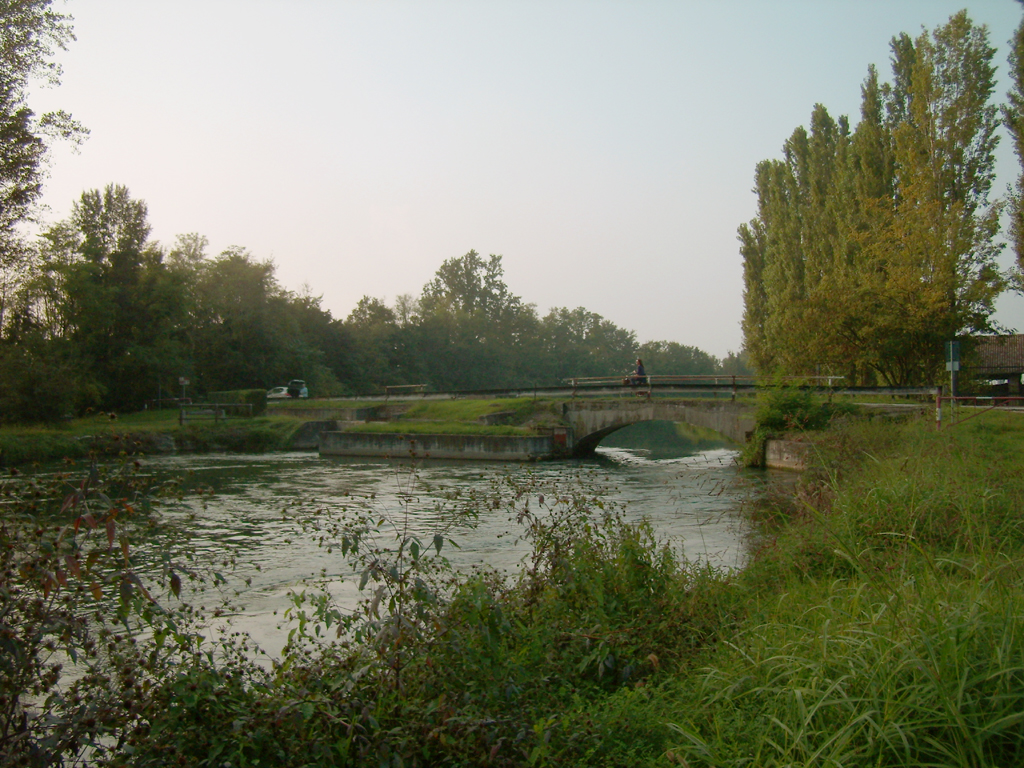
Il canale della Muzza, al confine fra Lodi e Lodi Vecchio

#### Idrologia
Il territorio comunale è attraversato dall'Adda e da numerosi altri corsi d'acqua, tra cui il canale della Muzza (che ne segna il confine a ovest), la roggia Bertonica e la roggia Molina (il cui tratto urbano è oggi quasi del tutto sotterraneo).
In epoca medievale la città era lambita dal lago Gerundo: il territorio era in gran parte paludoso e insalubre, ma grazie alle opere di ingegneria idraulica e al lavoro dei monaci cistercensi e benedettini fu bonificato e trasformato in una delle regioni più fertili d'Europa. L'attività agricola è favorita anche dalle abbondanti acque irrigue delle numerose risorgive presenti.

#### Geologia e morfologia
Dal punto di vista litologico, il suolo è formato dai depositi glaciali e fluviali che riempirono la Pianura Padana tra il Pleistocene superiore e l'Olocene, durante l'ultima glaciazione. I litotipi presenti sono diversi e distribuiti in modo irregolare; generalmente sono piuttosto ricchi di matrice. I terreni sono in prevalenza sabbiosi e sabbioso-limosi.

#### Sismologia
Il pericolo sismico risulta esiguo e distribuito in modo uniforme sul territorio: il comune è stato infatti classificato dal Dipartimento della Protezione Civile come «zona 3» («sismicità bassa»).

### Clima
Il clima del territorio lodigiano, analogamente al resto della Val Padana, presenta peculiarità riconducibili all'area continentale, in particolare al sottotipo Cfa della classificazione di Köppen-Geiger (clima temperato caldo-umido con estate molto calda): le estati sono roventi e caratterizzate dal fenomeno dell'afa (in base ai dati relativi al periodo di riferimento 1961-1990, la temperatura massima media della stagione estiva si attesta a +29,7 °C); invece gli inverni sono spesso freddi (la temperatura minima media è pari a −0,8 °C) e sono diffuse le nevicate, raramente di grossa portata. Fenomeno molto frequente durante il semestre invernale è la nebbia, che talvolta può persistere per giorni a causa dell'assenza di venti sinottici a livello del suolo. L'autunno e la primavera sono le stagioni in cui si registrano le maggiori precipitazioni.
La classificazione climatica dei comuni italiani colloca Lodi nella «zona E» con 2 592 GG.

## Storia

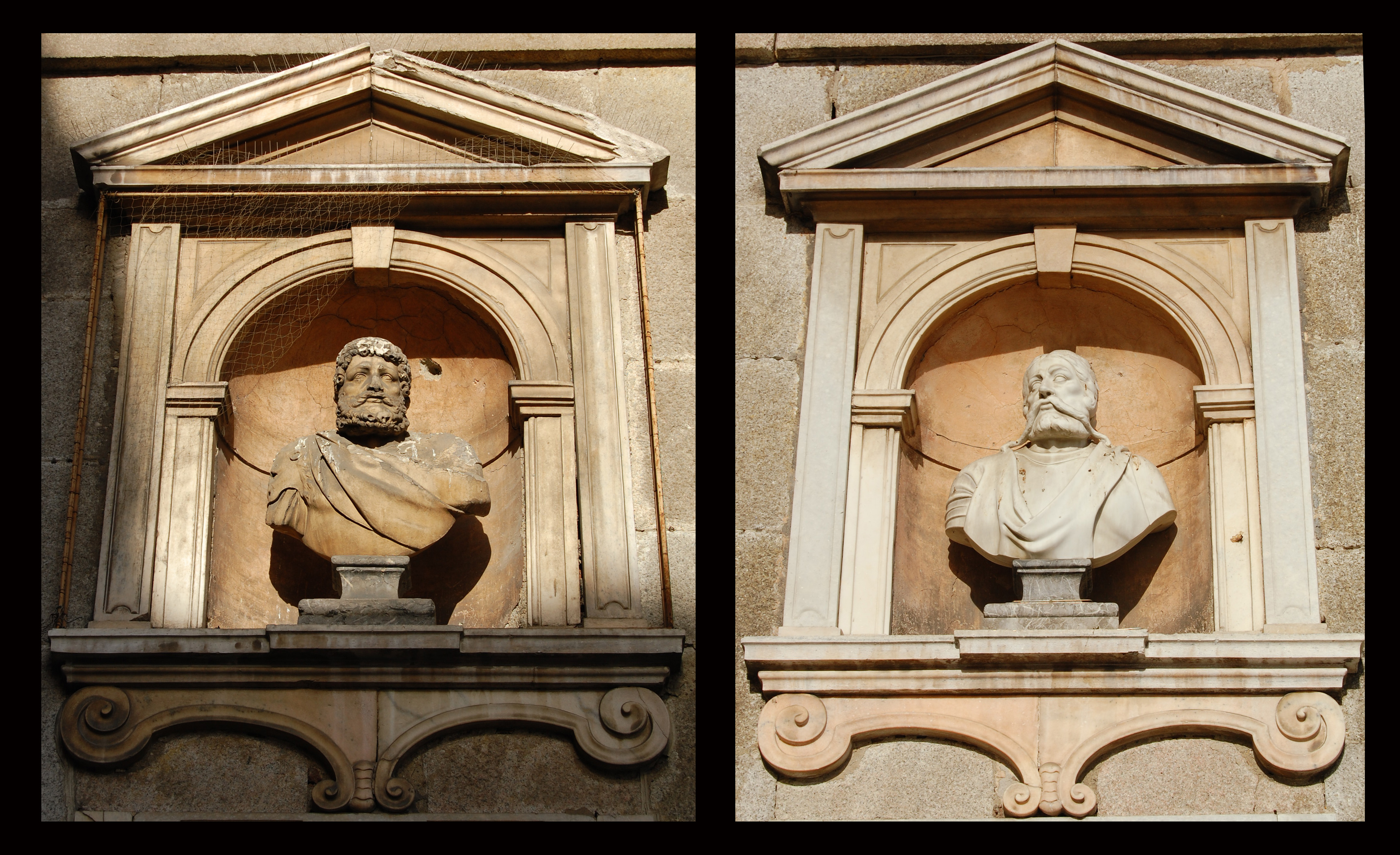
I busti di marmo collocati ai lati del palazzo municipale, raffiguranti i due «padri fondatori» della città: a sinistra Gneo Pompeo Strabone, a destra Federico Barbarossa

Lodi lega le sue origini alla distruzione di Laus Pompeia, antico villaggio dei Celti Boi e in seguito municipium romano, ribattezzato nell'89 a.C. in onore del console Gneo Pompeo Strabone. Essendo situata sulla confluenza delle strade che da Placentia (Piacenza) e da Acerrae (Pizzighettone) portavano a Mediolanum (Milano), e nel punto di incrocio con la strada che da Ticinum (Pavia) proseguiva fino a Brixia (Brescia), Laus era un nodo di primaria importanza e divenne un fiorente borgo commerciale e agricolo. Dopo essere passata sotto il controllo dei Longobardi (VI-VIII secolo) e successivamente dei Franchi (VIII-IX secolo), il 24 maggio 1111 Laus Pompeia fu rasa al suolo dai milanesi in seguito a un periodo di assedio. Gli accordi di pace prevedevano il divieto di ricostruire gli edifici distrutti.
Quasi cinquant'anni dopo, il 3 agosto 1158, la città fu rifondata dall'imperatore Federico Barbarossa non sulle rovine di Laus Pompeia (dove oggi sorge Lodi Vecchio) ma lungo le rive dell'Adda, per consentirle una posizione di maggior controllo sul territorio. Il sovrano accordò a Lodi straordinari privilegi, malgrado i quali la città crebbe con difficoltà: nel 1167 fu obbligata dai milanesi ad aderire alla Lega Lombarda e a partecipare alla battaglia di Legnano del 1176.
Nel XIII secolo Lodi continuò a svilupparsi grazie alla protezione di Federico II. A partire dal 1251 si susseguirono le signorie dei Vistarini, Torriani, Visconti, Fissiraga e Vignati, finché nel XIV secolo il Contado di Lodi divenne dipendente dal Ducato di Milano, inizialmente sotto i Visconti che fecero costruire il maestoso castello di Porta Regale (1355-1370) e in seguito sotto gli Sforza che, con Francesco, ampliarono e consolidarono il sistema difensivo mediante la costruzione di due fortificazioni ai capi del ponte sull'Adda.
In età rinascimentale si svolsero a Lodi importanti avvenimenti storici: nel 1413 l'antipapa Giovanni XXIII e l'imperatore Sigismondo convocarono dal Duomo di Lodi il Concilio di Costanza, che avrebbe poi risolto lo Scisma d'Occidente. Il 9 aprile 1454, gli Stati preunitari italiani firmarono la pace di Lodi, che garantì quarant'anni di stabilità politica. Questo segnò anche uno dei periodi più felici della storia lodigiana dal punto di vista culturale, in particolare sotto il vescovato di Carlo Pallavicino.

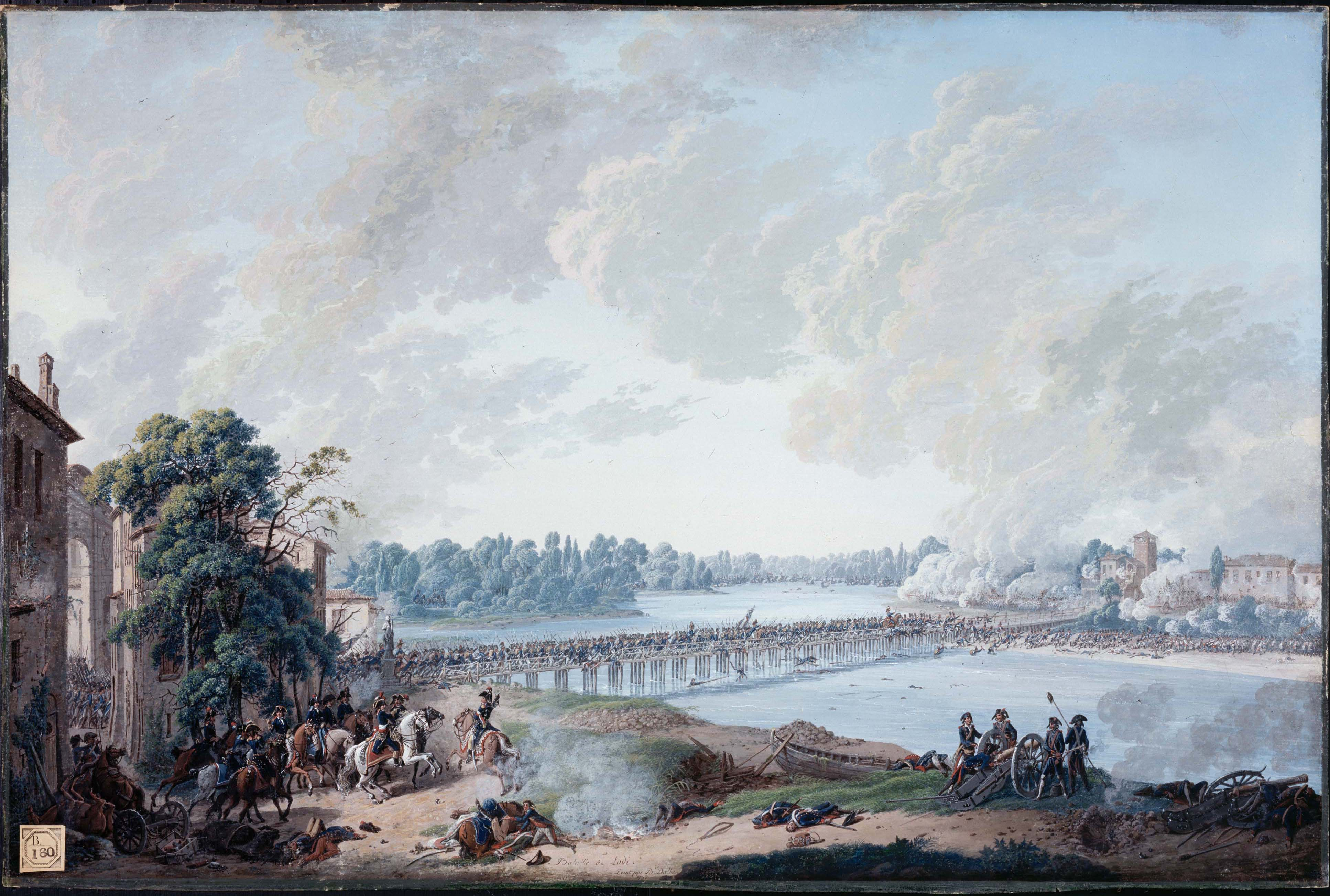
La battaglia del ponte di Lodi rappresentata in un dipinto di Louis Albert Bacler d'Albe

Nelle età successive Lodi cadde sotto il dominio spagnolo, austriaco e francese. Questo corrispose a un periodo di declino e di rallentamento della crescita demografica, soprattutto in epoca spagnola, quando la città fu ridotta a una vera e propria fortezza. Il 10 maggio 1796, Napoleone Bonaparte sconfisse gli austriaci nella celebre battaglia del ponte di Lodi, aprendosi la strada per la conquista di Milano.
Nella seconda metà dell'Ottocento, la città cominciò a espandersi all'esterno delle antiche mura medievali, soprattutto in seguito all'apertura della linea ferroviaria Milano-Piacenza nel 1861 e all'insediamento delle prime industrie (tra cui la Polenghi Lombardo nel 1870). Verso la fine del secolo ebbero luogo i primi scontri sociali tra i nascenti partiti di massa.
I lodigiani ricoprirono un ruolo importante durante la Resistenza: le azioni del Comitato di Liberazione Nazionale, costituito in città nell'ottobre 1943, si concentrarono nel corso del 1944 culminando con l'attentato mortale a un gerarca fascista. La rappresaglia fu durissima ed entro la fine dell'anno vennero fucilati undici partigiani presso il poligono di tiro a segno. Lodi fu liberata dal CLN il 27 aprile 1945: quando giunsero gli Alleati da Piacenza, trovarono la città completamente libera.

### Simboli
La blasonatura dello stemma comunale è così descritta:
Sulle origini dell'emblema vi è molta incertezza: alcuni storici sostengono che risalga all'epoca della prima crociata (1095), sebbene non esista alcuna fonte che attesti la partecipazione della città all'impresa. La maggior parte degli studiosi individua invece un'origine imperiale, in quanto la croce d'oro in campo rosso deriva dal vessillo di Costantino; i colori sarebbero poi stati invertiti. Secondo tale interpretazione, il vessillo cittadino sarebbe stato creato ancor prima della crociata, per dichiarare la fedeltà della città alla causa ghibellina e per distinguere le milizie lodigiane durante le azioni di guerra.
Il gonfalone del comune riproduce sul fronte l'iconografia araldica dello stemma e sul retro due scene: la prima è dedicata al patrono san Bassiano, mentre la seconda rappresenta il Barbarossa nell'atto di consegnare ai notabili di Lodi le insegne della nuova città.

### Onorificenze
Il comune di Lodi si fregia del titolo di città ereditato da Laus Pompeia, antico municipium romano; tale status venne formalmente riconosciuto il 3 dicembre 1158 da un diploma imperiale emesso da Federico Barbarossa e confermato dalla Imperial Regia Patente del 24 aprile 1815.

## Monumenti e luoghi d'interesse

### Architetture religiose

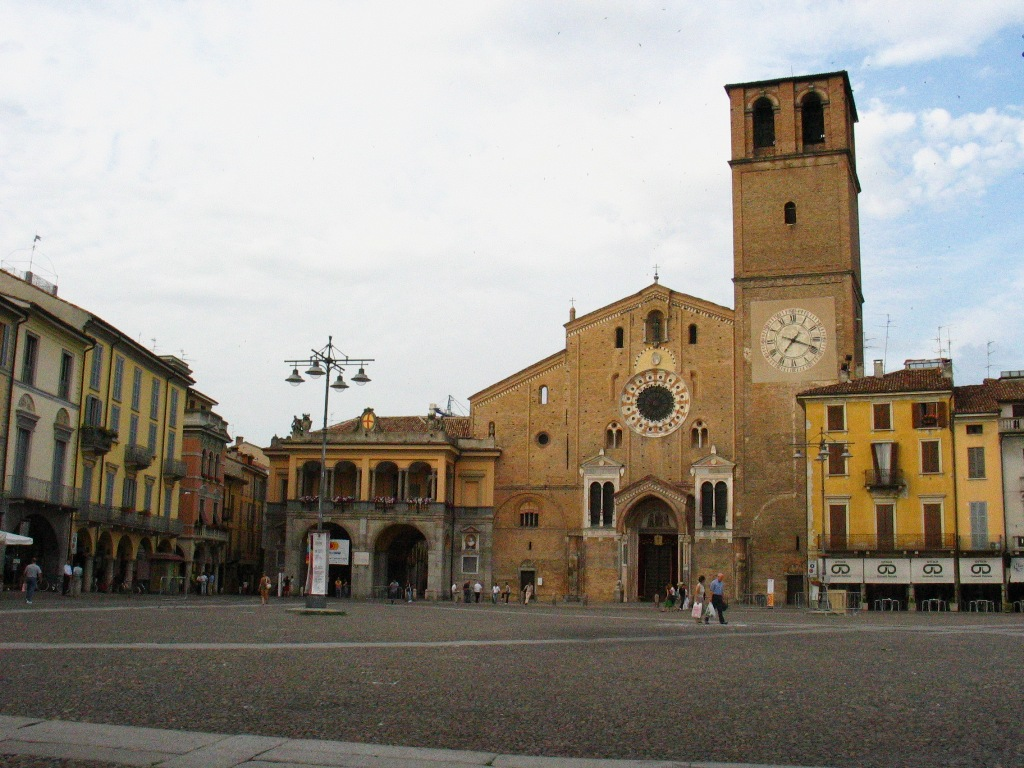
La facciata della Basilica Cattedrale domina piazza della Vittoria

Duomo (Basilica Cattedrale della Vergine Assunta)È il monumento più antico e importante di Lodi, oltre che una delle chiese più vaste dell'intera Lombardia. La sua costruzione venne simbolicamente intrapresa il 3 agosto 1158, giorno stesso della fondazione della città, ed ebbe termine nel 1284. La facciata asimmetrica in cotto è tipicamente romanica, pur essendo caratterizzata da un alto protiro gotico e da un grande rosone rinascimentale; il campanile, realizzato fra il 1538 e il 1554 su progetto del lodigiano Callisto Piazza, rimase incompiuto per motivi di sicurezza militare. L'interno, a tre navate coperte da volte a crociera, custodisce notevoli opere d'arte, tra cui un polittico di Callisto Piazza. La parte più antica dell'edificio è la cripta, in cui sono conservate le spoglie del patrono san Bassiano; nell'absidiola di sinistra, inoltre, si trova un gruppo scultoreo del Quattrocento raffigurante un Compianto sul Cristo Morto.

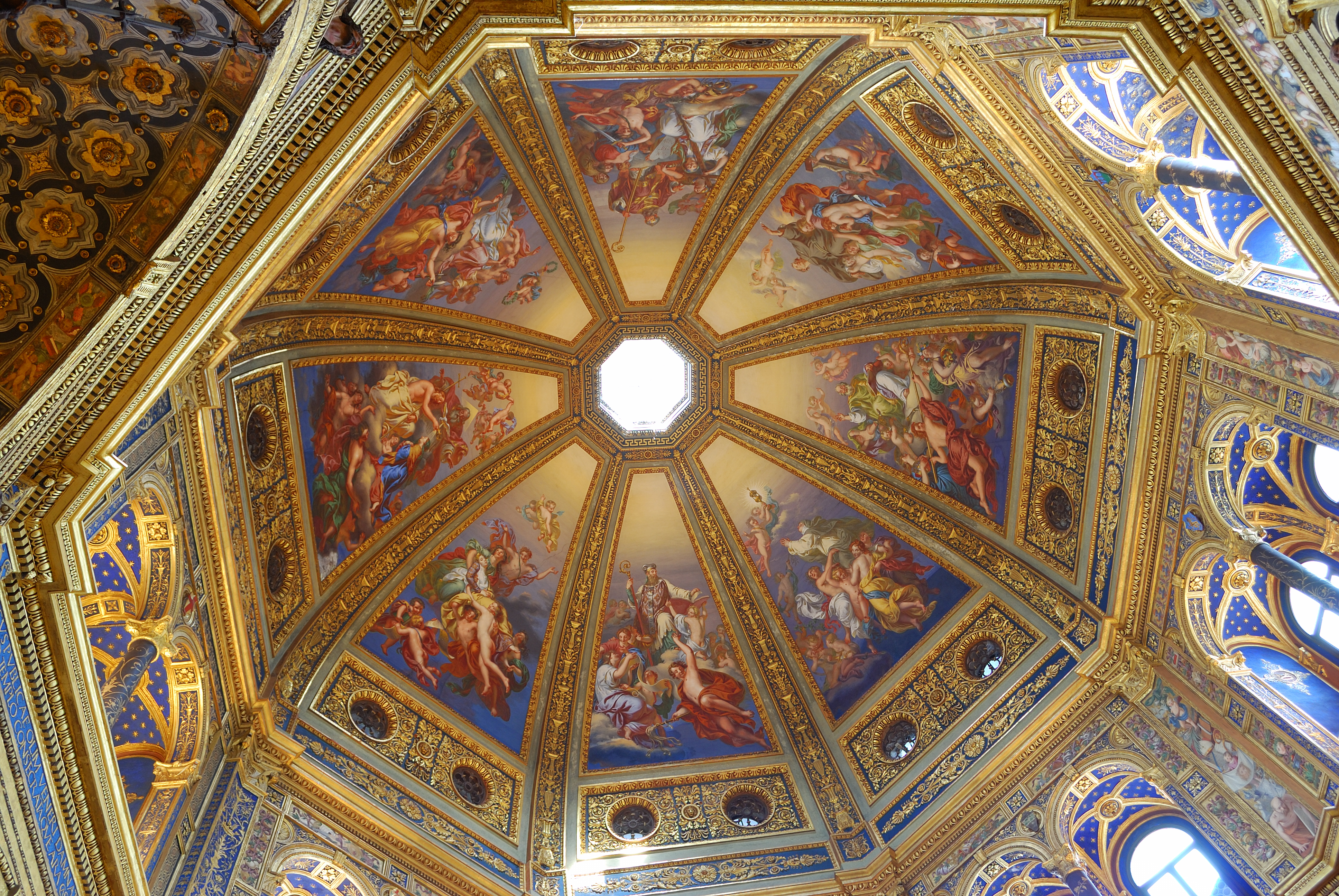
Interno del Tempio Civico dell'Incoronata

Tempio Civico della Beata Vergine IncoronataCollocato in una caratteristica via molto stretta nei pressi di piazza della Vittoria, è considerato un capolavoro del Rinascimento lombardo e rappresenta il monumento più prestigioso della città sotto il profilo artistico. Progettato nel 1488 da Giovanni Battagio, fu costruito a spese del comune come espressione della religiosità popolare sul luogo di un postribolo. Il tempio si presenta come una piccola costruzione a pianta ottagonale, coperta da una cupola a otto spicchi sormontata da una lanterna; il campanile a punta e la facciata furono completati in epoche successive. L'interno è impreziosito da sontuose decorazioni in oro e ospita numerosi affreschi, tavole e tele realizzati tra la fine del Quattrocento e gli inizi dell'Ottocento dal Bergognone, dalla bottega dei Piazza e da Stefano Maria Legnani; gli spicchi della cupola furono affrescati nel XIX secolo da Enrico Scuri.

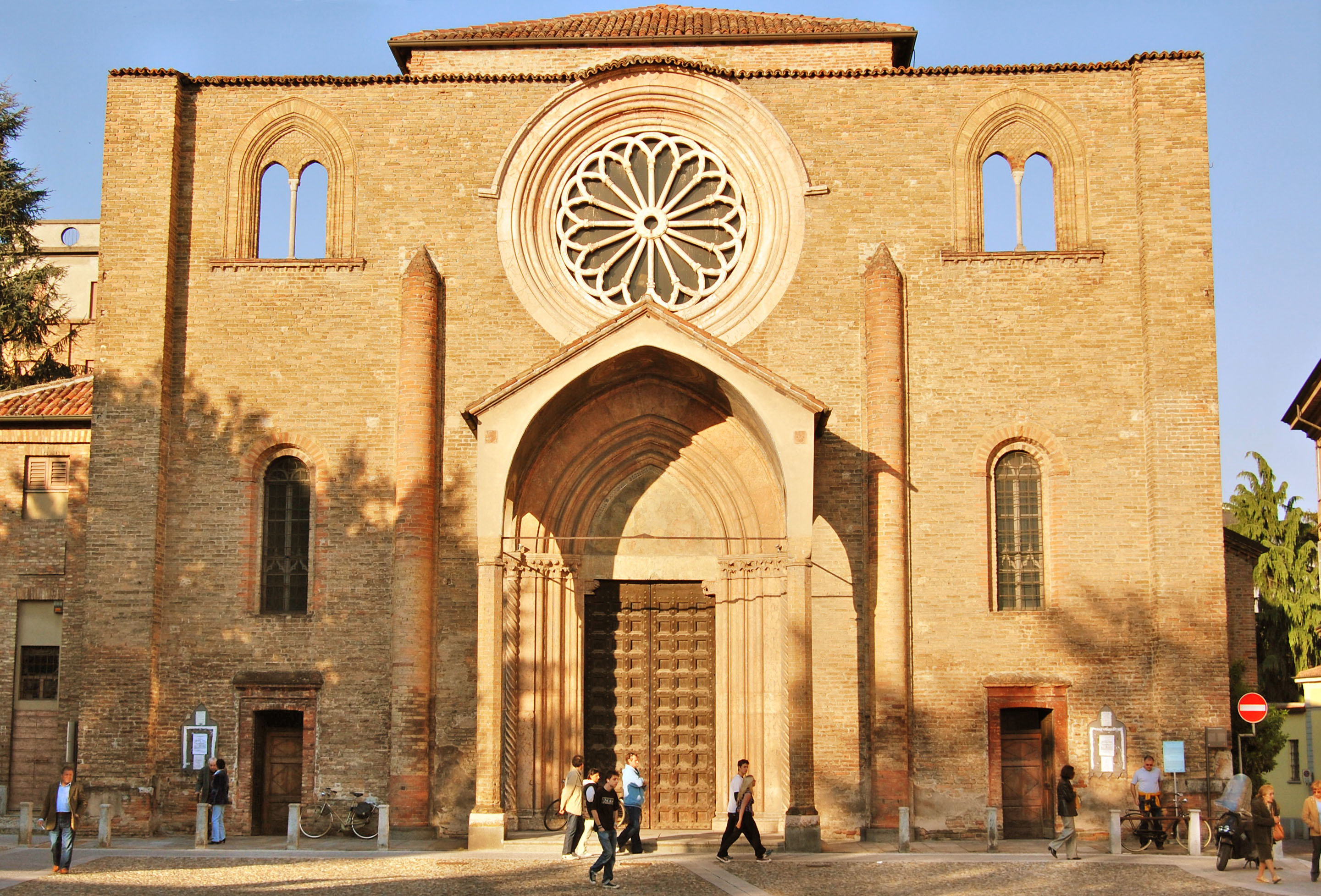
Facciata della chiesa di San Francesco

Chiesa di San FrancescoFu costruita tra il 1280 e il 1307. La facciata in cotto, rimasta incompiuta poco sopra il rosone marmoreo, è caratterizzata da un alto protiro e da due bifore «a cielo aperto» che rappresentano il primo esempio di una soluzione architettonica che si diffuse in tutta l'Italia del nord. L'interno, a tre navate e a croce latina, è decorato da numerosi affreschi risalenti ai secoli compresi fra il Trecento e il Settecento; la chiesa ospita inoltre le spoglie di alcuni lodigiani illustri, tra cui il librettista Francesco De Lemene, la poetessa Ada Negri e il naturalista Agostino Bassi.
Chiesa di San LorenzoSi tratta della chiesa più antica di Lodi dopo la Cattedrale. Nell'interno, a tre navate, sono conservate significative opere d'arte, tra cui due affreschi di Callisto Piazza. La facciata, tipicamente romanica, è caratterizzata da due lesene semicilindriche e da un rosone incorniciato in cotto, al di sopra del quale è collocata l'edicola con la statua del santo.
Chiesa di Sant'AgneseIn stile gotico lombardo del XIV secolo, conserva un'importante opera d'arte: il Polittico Galliani realizzato nel 1520 da Alberto Piazza. È degno di nota anche il rosone decorato con maiolica policroma. Accanto alla chiesa sorge l'antico convento dal chiostro scandito da archi a sesto acuto, trasformato nel corso del XIX secolo in sontuosa residenza oggi suddivisa in appartamenti privati.

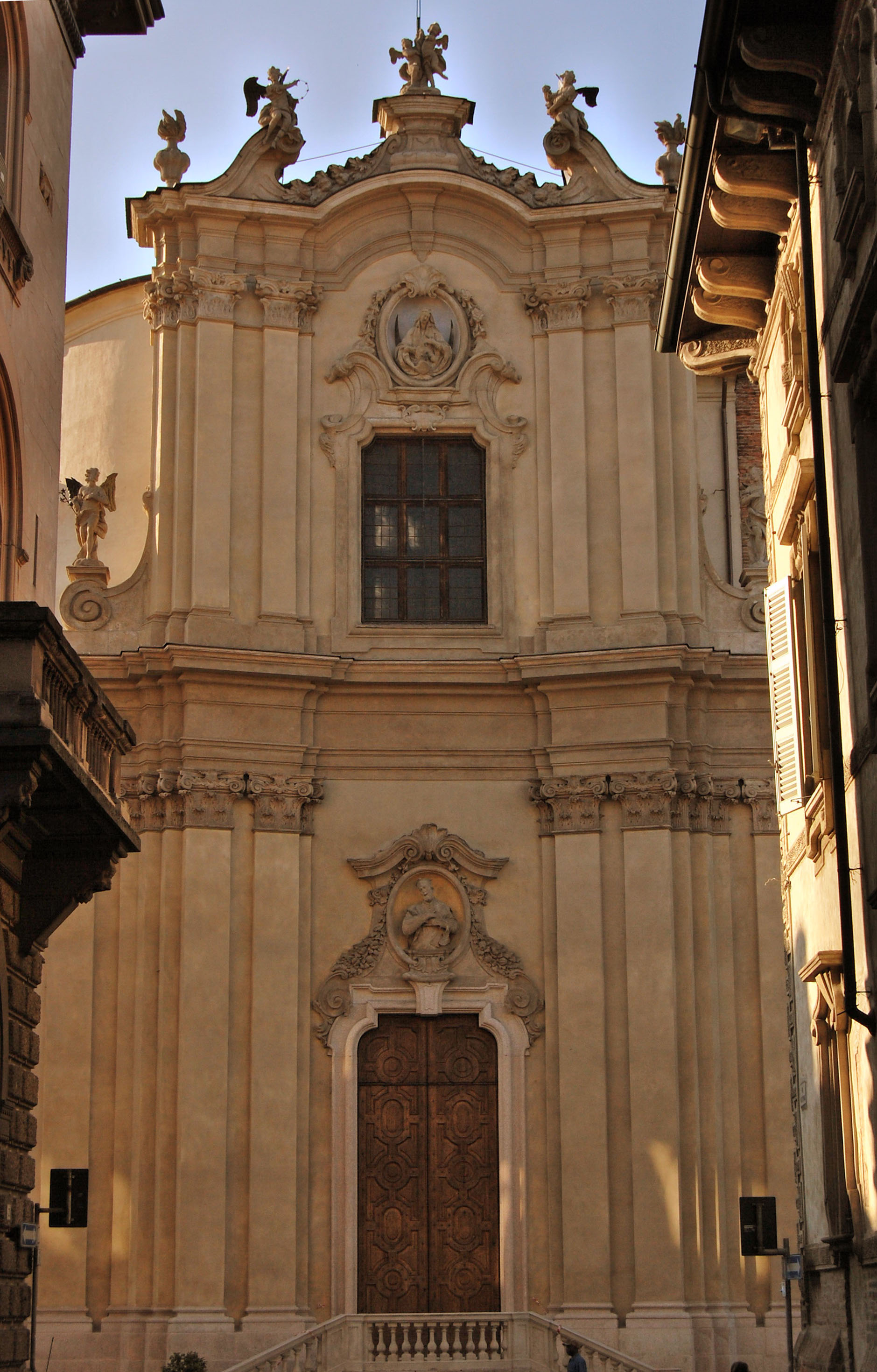
Facciata della chiesa di San Filippo

Chiesa di San Filippo NeriL'edificio, in stile rococò, fu costruito di fronte allo sbocco di una lunga via, in ossequio al gusto scenografico dell'epoca. L'interno, a croce greca, è completamente ornato da preziosi affreschi risalenti al XVIII secolo.
Palazzo VescovileEdificato in epoca medievale e rinnovato nel corso del Settecento dall'architetto Antonio Veneroni (in collaborazione con i fratelli Sartorio), è caratterizzato da una struttura massiccia e austera. Degno di nota è il cortile con colonne binate. L'interno elegante presenta alcuni ambienti decorati nel XVIII secolo: da segnalare la ex cappella vescovile e gli affreschi di Carlo Innocenzo Carloni.
Chiesa di Santa Maria delle GrazieVenne edificata tra il 1669 e il 1743 per ospitare un'immagine sacra della Vergine, ritenuta miracolosa. L'interno a croce greca è completamente decorato da affreschi, tele e stucchi; una cappella laterale accoglie il sepolcro neoclassico di Maria Cosway, benefattrice della città.

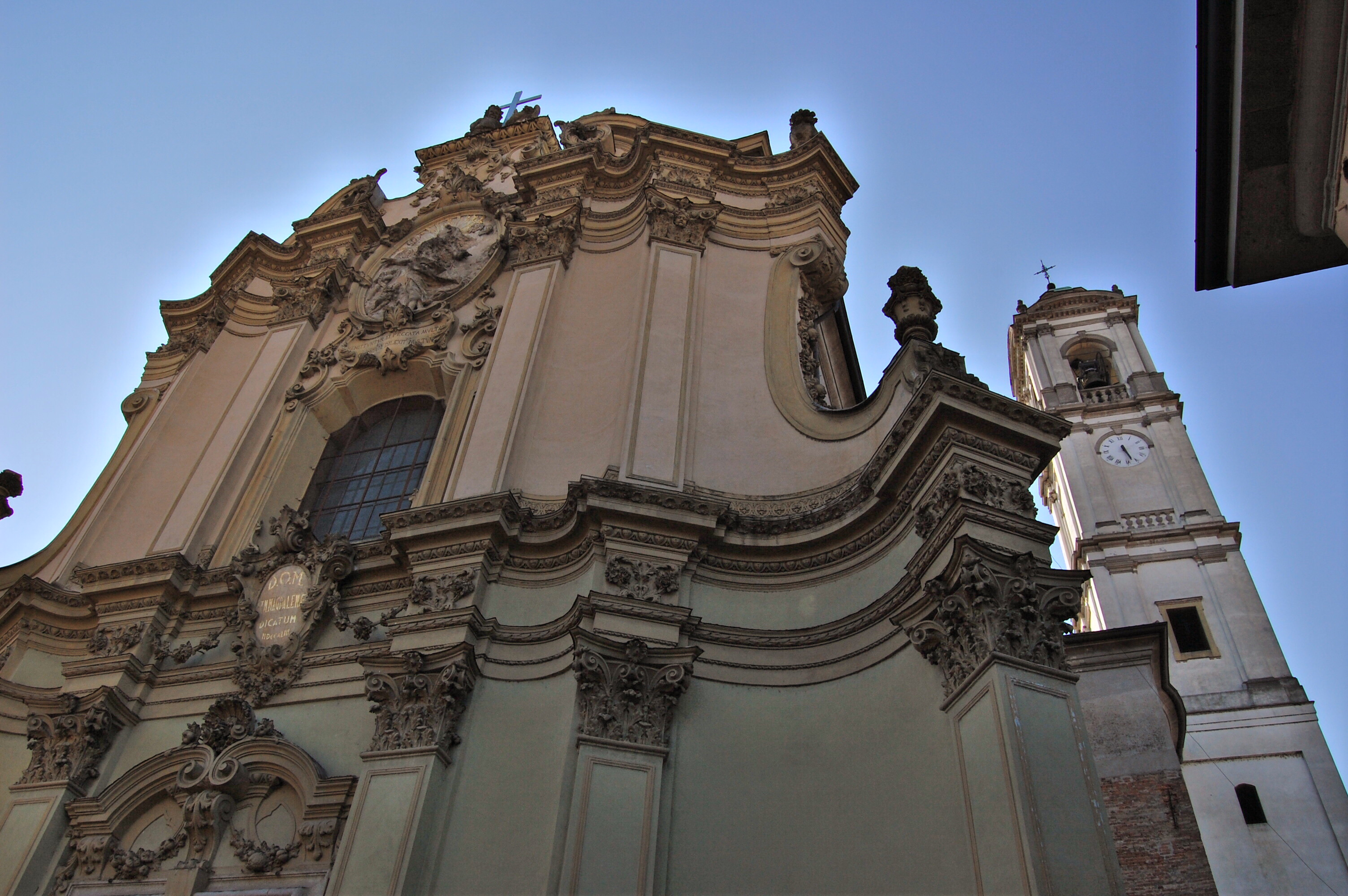
Facciata della chiesa di Santa Maria Maddalena

Chiesa di Santa Maria MaddalenaSituata nei pressi del fiume Adda, in una posizione leggermente decentrata rispetto al cuore del centro storico medievale, rappresenta il miglior esempio di edificio barocco in città. Completata nella prima metà del Settecento a eccezione della facciata, la chiesa è caratterizzata da una navata unica con pianta ellittica.
Chiesa di Santa Chiara NuovaÈ un ambiente di dimensioni raccolte che ospita notevoli testimonianze artistiche. Si trova in una via molto stretta, tipica della Lodi medievale. Il piccolo edificio è costituito da due corpi di fabbrica ben distinti, uno romanico e l'altro barocchetto.
Chiesa di San CristoforoOpera dell'architetto milanese Pellegrino Tibaldi e sconsacrata dal 1798, ha ospitato nel 1989 una grande mostra dedicata alla famiglia dei pittori Piazza da Lodi e nel 2001 una rassegna sull'opera grafica dell'artista statunitense Andy Warhol.
Ex conventi di San Cristoforo e di San DomenicoSono adibiti a sede centrale della Provincia di Lodi; degni di nota sono i chiostri interni.
Chiesa di San GualteroIn stile neoclassico, fu edificata in un'area periferica nel 1835, in occasione della visita dell'imperatore d'Austria Ferdinando I. L'edificio conserva le reliquie del santo lodigiano cui è dedicato.
Chiesa dei Santi Bassiano e FereoloEretta nella seconda metà del Seicento, ospita al suo interno un coro ligneo a nove stalli.

### Architetture civili

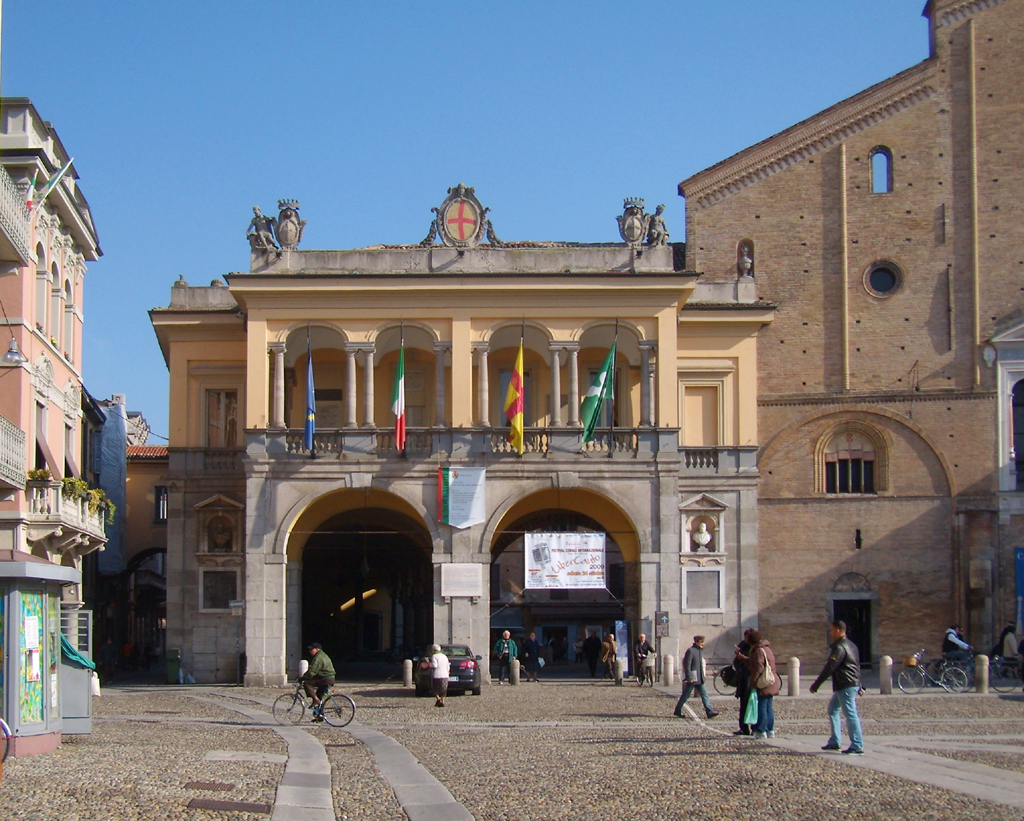
Palazzo Broletto, sede dell'amministrazione cittadina

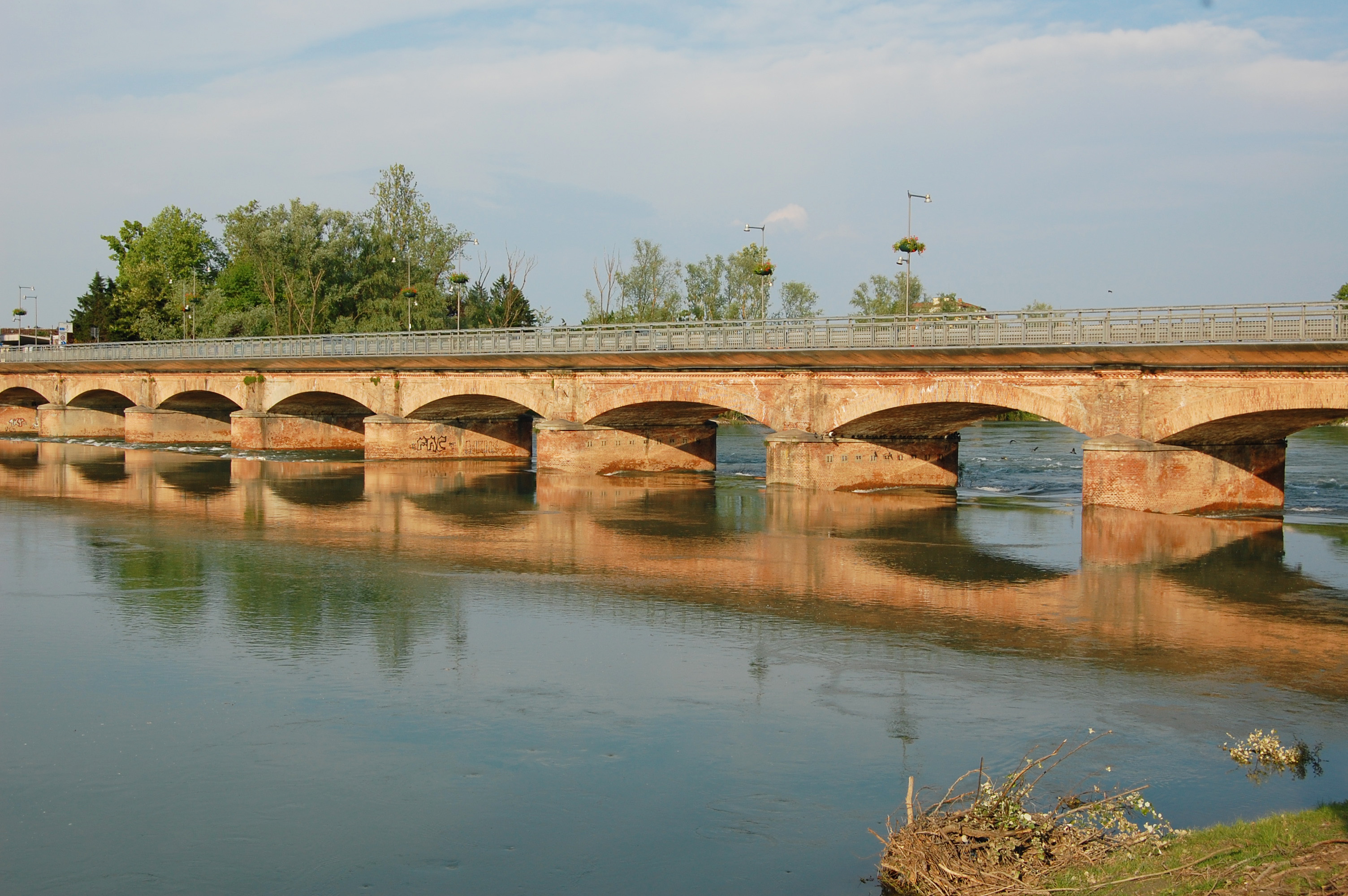
Il ponte sull'Adda

Palazzo BrolettoEdificato nel 1284 a fianco della Cattedrale, dopo numerosi rimaneggiamenti si presenta in forme neoclassiche, come risulta evidente dal porticato e dalla loggia superiore, su cui si affaccia la sala del consiglio comunale. Ai due lati del portico sono collocati il busto di Gneo Pompeo Strabone, che attribuì il titolo di municipium a Laus Pompeia (a sinistra), e quello di Federico Barbarossa, fondatore di Laus Nova (a destra).
Ospedale MaggioreIl nucleo più antico dell'edificio risale al XV secolo; la struttura venne successivamente ampliata e trasformata in ospedale. La facciata in stile neoclassico fu realizzata alla fine del Settecento su disegno di Giuseppe Piermarini, lo stesso architetto del Teatro alla Scala di Milano. All'interno si trova un chiostro con portico, loggiato e decorazioni in cotto del Quattrocento.

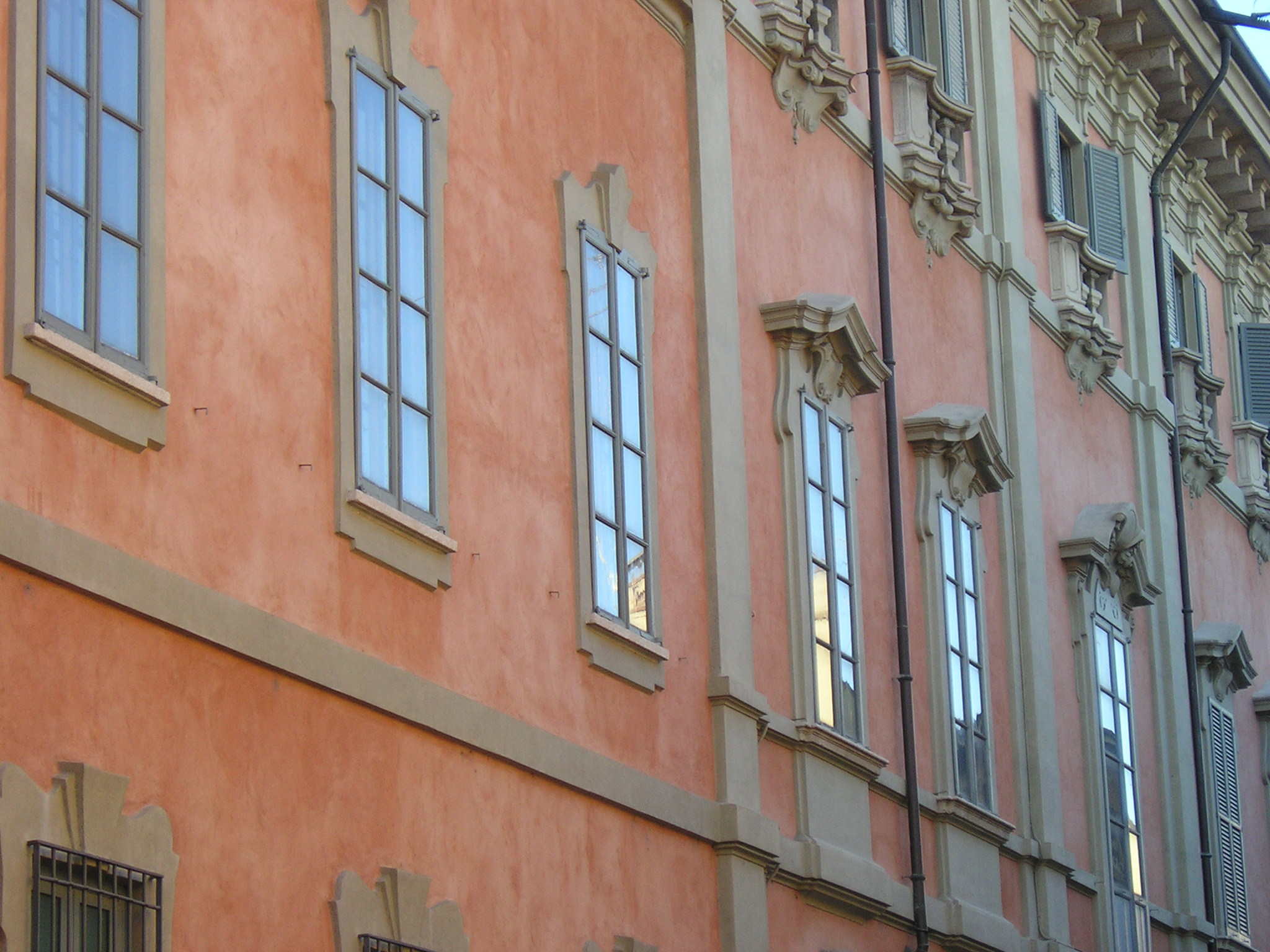
Palazzo Modignani

Palazzo MozzanicaSorto nella seconda metà del XV secolo, è il migliore esempio di dimora patrizia lodigiana. La facciata è caratterizzata dalla presenza di una fascia marcapiano in terracotta, decorata con corone floreali e figure della mitologia marina; il portale è adornato da medaglioni che raffigurano Gian Galeazzo Visconti, Isabella d'Aragona, Francesco e Bianca Maria Sforza. Il piano superiore è ricco di affreschi. Secondo lo storico Giovanni Agnelli, vi soggiornò Francesco I re di Francia durante l'estate del 1509.
Palazzo ModignaniRisalente al XVIII secolo, ospitò numerosi personaggi illustri tra cui Napoleone Bonaparte e l'imperatore austriaco Francesco Giuseppe. È presente un ampio cortile interno al quale si accede tramite una cancellata in ferro battuto di Alessandro Mazzucotelli; il piano nobile è riccamente affrescato.

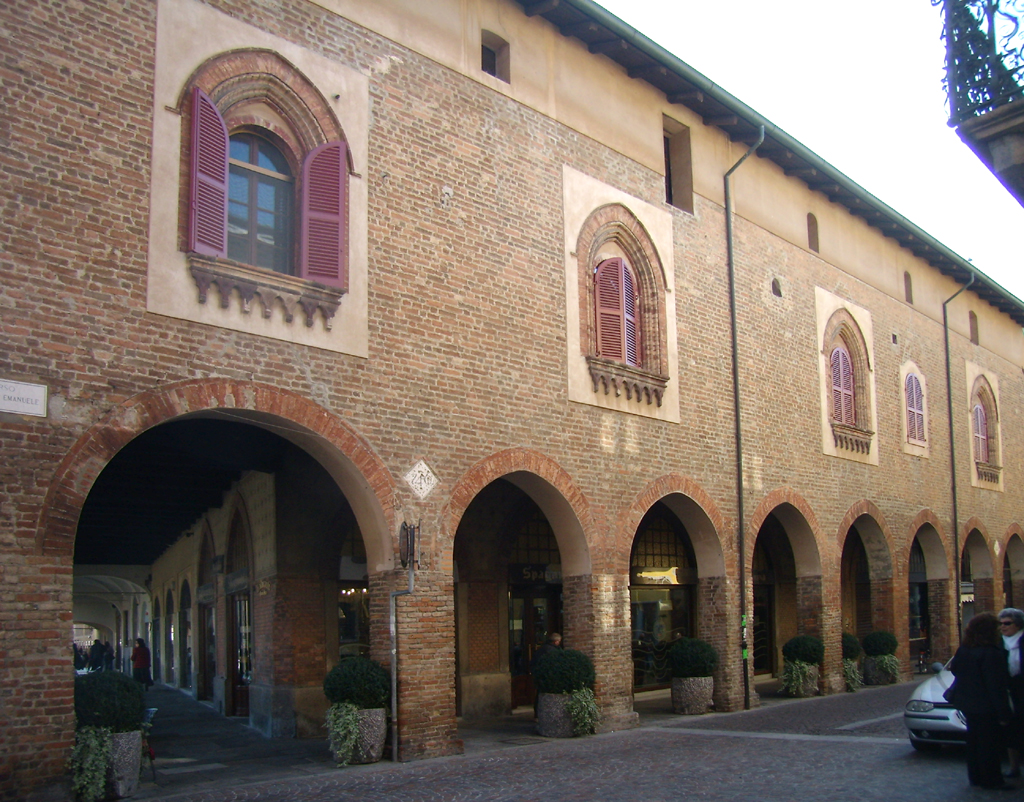
Palazzo Vistarini

Palazzo VistariniEdificato nel Trecento, deve il suo nome all'influente famiglia ghibellina che lo fece costruire. La struttura si presenta in forme gotiche: la facciata in mattoni è impreziosita da monofore decorate con cornici in cotto; il portico è caratterizzato da archi a sesto acuto e da volte in parte affrescate.
Palazzo GaleanoÈ un edificio barocco risalente al XVII secolo, ampliato e trasformato in epoche successive.
Palazzo VillaniEretto nel XVI secolo, è contraddistinto da una facciata cinquecentesca con elementi architettonici barocchi.
Teatro alle VigneSi tratta del principale teatro della città. Originariamente era una chiesa, canonica dell'ordine degli Umiliati; nel 1570 passò ai padri Barnabiti che convertirono l'edificio in istituto superiore di teologia. Dopo numerosi cambiamenti di destinazione d'uso e una radicale ristrutturazione, nel 1985 divenne sede del teatro.
Palazzo del GovernoSi tratta di uno degli edifici più originali della città dal punto di vista architettonico; è un palazzo di notevoli dimensioni che occupa un intero isolato alle spalle del palazzo municipale e si affaccia su piazza del Mercato. Realizzato nel 1929 su fondamenta di epoca medievale, l'immobile riassume stili differenti: in particolare, il bugnato dell'ordine inferiore richiama l'architettura veneziana. Dal 1995 è sede della Prefettura di Lodi.
Villa BrailaStorica residenza in stile liberty, si trova a sud-est del centro cittadino ed è circondata da un esteso parco pubblico.
Ponte sull'AddaÈ un ponte ad archi ribassati che, attraversando il fiume, collega il quartiere Borgo Adda con Revellino-Campo di Marte. Fu costruito nel 1864 per rimpiazzare l'originario ponte di legno dove si svolse la battaglia di Lodi, bruciato dalle truppe austriache nel 1859, durante la seconda guerra di indipendenza.
Centro direzionale della Banca Popolare di LodiProgettato da Renzo Piano e sorto nei pressi della stazione ferroviaria a pochi passi dal centro storico, si sviluppa su oltre 3000 m² e rappresenta la costruzione più interessante della città sotto il profilo architettonico tra quelle della seconda metà del Novecento. È stato scelto come ambientazione per alcuni spot pubblicitari.

### Architetture militari

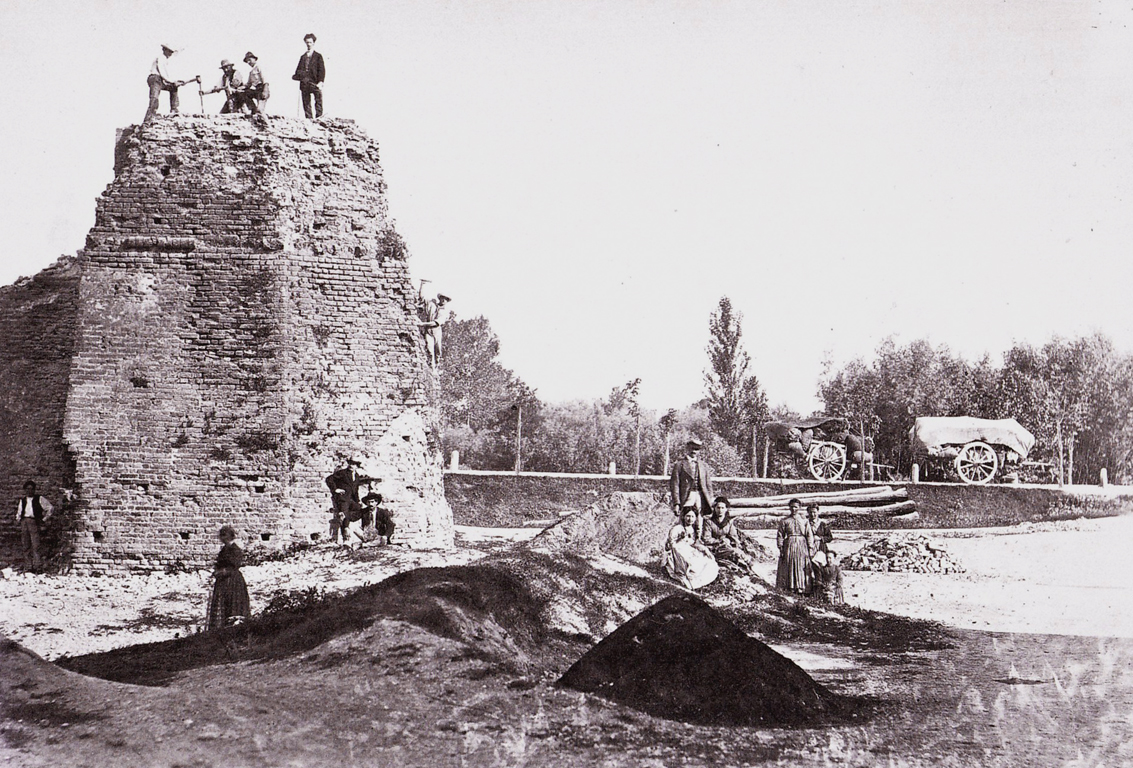
Lavori di demolizione del forte Revellino (attuale piazzale Crema), nel luglio 1872

Mura di LodiLa prima opera difensiva della città – già protetta su tre lati dalle paludi dell'Adda – consisteva in una semplice palizzata di legno protetta da un fossato nel quale fu fatta scorrere la roggia Molina; in questo modo Lodi era diventata praticamente un'isola. La costruzione delle mura ebbe inizio il 3 agosto 1160, alla presenza di Federico Barbarossa, del vescovo Alberigo Merlino e dell'architetto cremonese Tinto Muso de Gata, e terminò nel 1211. Queste erano alte almeno sei o sette metri e i merli erano a coda di rondine in quanto la città era ghibellina. Nel periodo sforzesco i sistemi di protezione si svilupparono particolarmente nei pressi del fiume, con la costruzione del rivellino sulla sponda cremasca e delle due torri alle estremità del ponte sull'Adda. Nel 1607, in epoca spagnola, furono edificati dei baluardi molto estesi che si estendevano verso la campagna, dando alla città una struttura «stellata». Divenuti obsoleti e inutilizzabili, in epoca austriaca furono abbattuti rapidamente a metà del Settecento, sostituiti dalla strada di circonvallazione. Le mura antiche furono in gran parte demolite nel XX secolo a causa dell'espansione edilizia; al giorno d'oggi, in diversi punti della città ne rimangono tracce, tra cui la Specola di San Vincenzo nei pressi del parco dell'Isola Carolina.
Castello Visconteo e TorrioneSi tratta di una tipica fortezza medievale, andata in buona parte distrutta; il suo alto e massiccio Torrione è uno dei simboli più noti della città. L'edificio non può essere visitato poiché è occupato dagli uffici della Questura di Lodi.
Porta CremonaÈ l'unica rimasta fra le antiche porte di accesso alla città. Il suo aspetto attuale è dovuto al completo rifacimento realizzato tra il 1790 e il 1792 dall'architetto Antonio Dossena.

### Vie e piazze

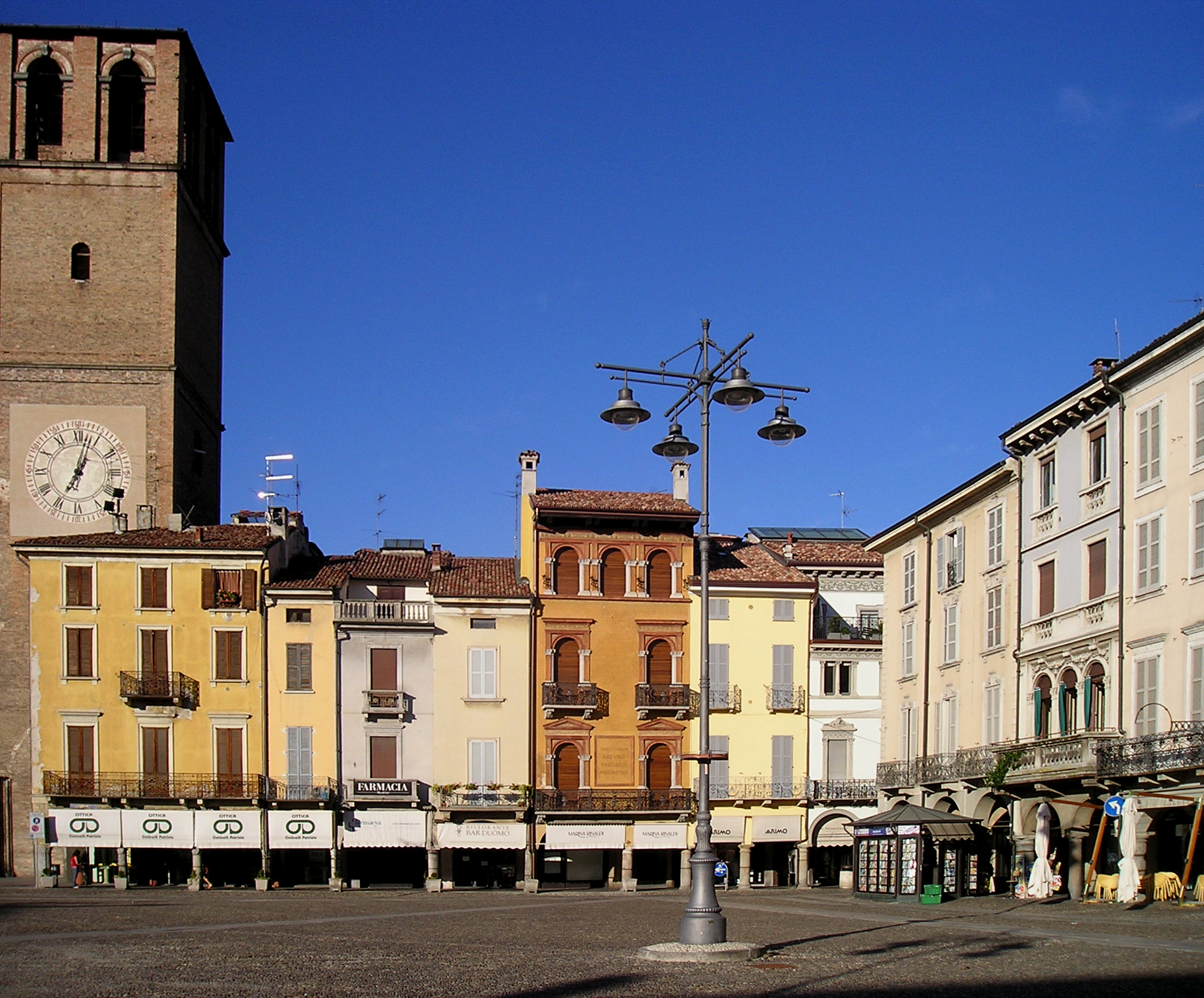
Piazza della Vittoria

Piazza della VittoriaDenominata «piazza Maggiore» fino al 1924, rappresenta il cuore della città: su di essa si affacciano, in particolare, il Duomo e il palazzo municipale (palazzo Broletto). Caratterizzata da una pianta quadrangolare, è un raro esempio di piazza porticata su tutti i quattro lati. Tale singolare peculiarità, unita all'eleganza dei palazzi che vi si affacciano (molto vari per colori e dimensioni), la rende un luogo particolarmente suggestivo, tant'è che il Touring Club Italiano l'ha inserita nel 2004 nella lista delle piazze più belle d'Italia. La selciatura della piazza, nel tipico «ricciato» lombardo costituito da ciottoli di fiume, risalirebbe al 1471 oppure, secondo alcune fonti, al XVIII secolo.

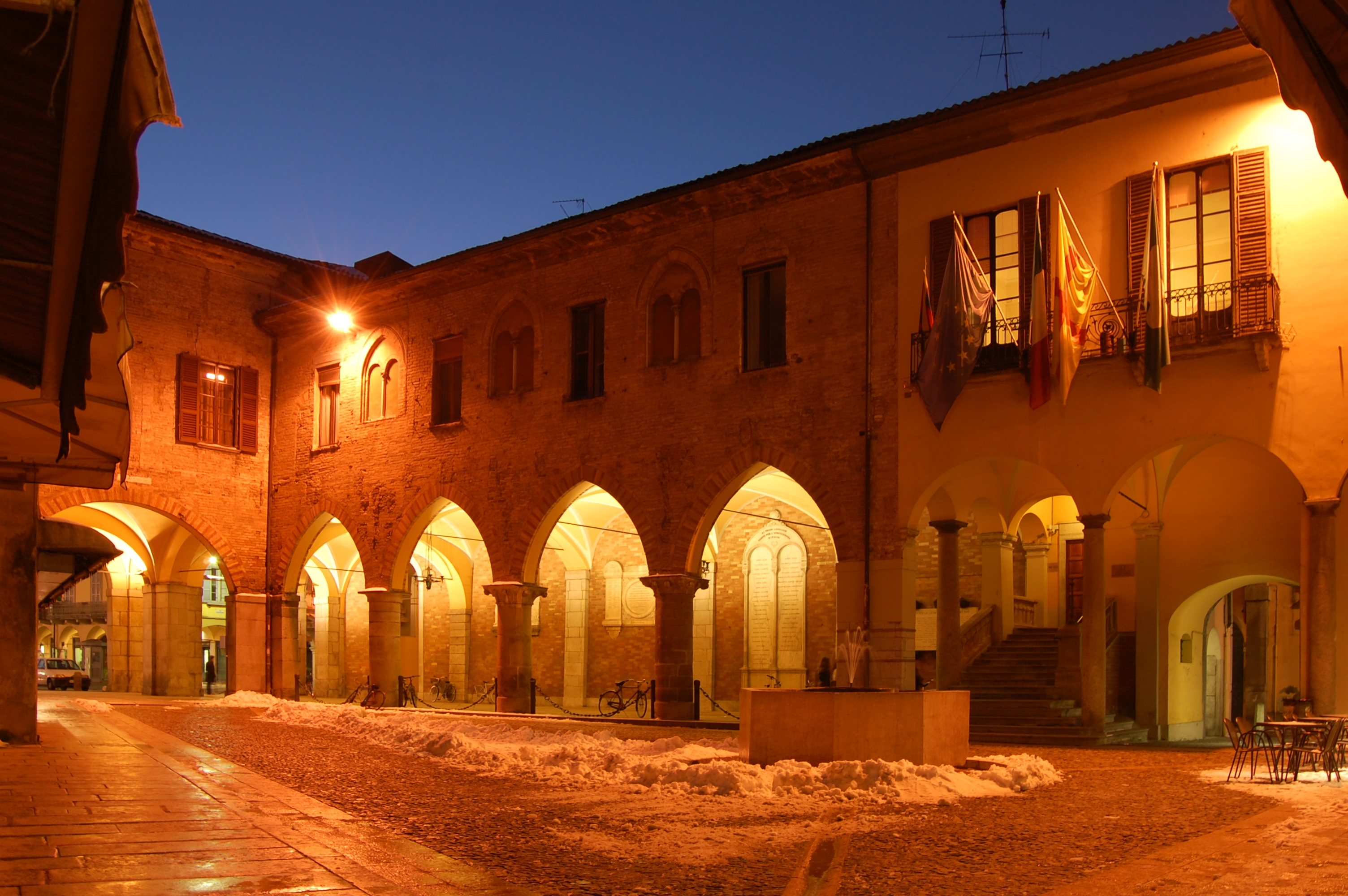
Piazza Broletto di sera

Piazza BrolettoÈ un'area di forma trapezoidale, di dimensioni ridotte, chiusa fra i portici di palazzo Broletto e il fianco sinistro del Duomo. In epoca medievale essa rappresentava il fulcro della vita pubblica cittadina, ora è sede dell'autorità municipale. Al centro è collocata una fontana in marmo rosa di Carrara, ricavata dal fonte battesimale della Cattedrale e risalente al XIV secolo. È un'area pedonale.
Piazza del MercatoÈ una piazza di forma rettangolare, anch'essa pavimentata con il tipico «ricciato», su cui si affacciano l'abside del Duomo, un'ala secondaria di palazzo Broletto, il palazzo del Governo e il palazzo Vescovile. Nei giorni di sabato e domenica vi si tiene, come da tradizione, il mercato ambulante.
Piazza CastelloSi tratta di una piazza di dimensioni piuttosto ampie, adibita ad area pedonale a eccezione della fascia centrale che è aperta al traffico veicolare; prende il nome dal Castello Visconteo che vi si affaccia. Spicca inoltre una statua dedicata a Vittorio Emanuele II, celebrativa dell'unità d'Italia. La piazza confina con il parco dell'Isola Carolina.

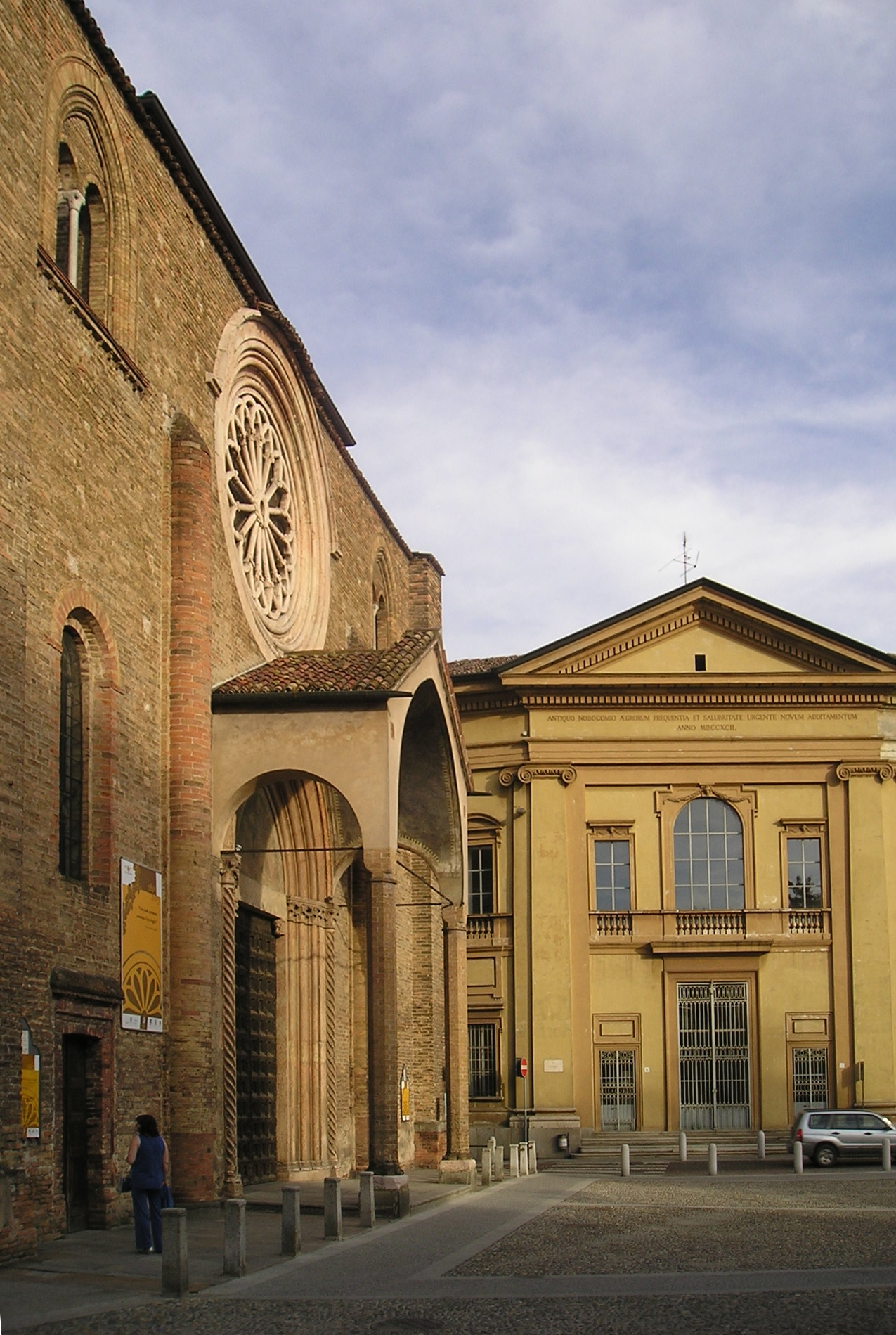
Scorcio di piazza Ospitale

Piazza OspitaleChiamata comunemente «piazza San Francesco», è cantata in alcune opere della poetessa Ada Negri. Questa piazza rettangolare, anch'essa pavimentata con il «ricciato» e adibita ad area pedonale, è caratterizzata dalla presenza della chiesa di San Francesco e della facciata dell'Ospedale Maggiore; vi si trova inoltre una statua raffigurante lo scienziato Paolo Gorini.
Piazza San LorenzoSi tratta di una piazza molto piccola, quasi nascosta fra un intrico di vie strette e tortuose tipiche del centro storico medievale di Lodi; la sua atmosfera raccolta ma luminosa ricorda un campiello veneziano. La piazza deriva il nome dall'omonima chiesa che vi si affaccia ed è anch'essa un'area pedonale.
Corso RomaHa origine da piazza della Vittoria ed è molto frequentato in virtù delle numerose attività commerciali. Analogamente ad altre vie del centro cittadino, offre quale principale motivo di interesse la presenza dei palazzi in stile liberty e dei suggestivi cortili interni delle abitazioni signorili.

### Aree naturali
Parco dell'Isola CarolinaSituato a ridosso del centro storico, nelle immediate vicinanze di piazza della Vittoria e di piazza Castello, deve il suo nome alla cascina Carolina che a sua volta fu battezzata così nel 1825 in onore di Carolina Augusta di Baviera, moglie dell'imperatore Francesco I d'Austria. Il parco ha una superficie di circa 50000 m² e venne realizzato a metà degli anni cinquanta del XX secolo grazie a una donazione di Enrico Mattei che volle in questo modo ricompensare la città presso la quale erano stati scoperti degli importanti giacimenti di gas naturale. Mattei non badò a spese e fece piantumare delle essenze di notevole interesse botanico, selezionate presso il lago di Como. Dal 2006 ospita la sede del Parco Adda Sud.

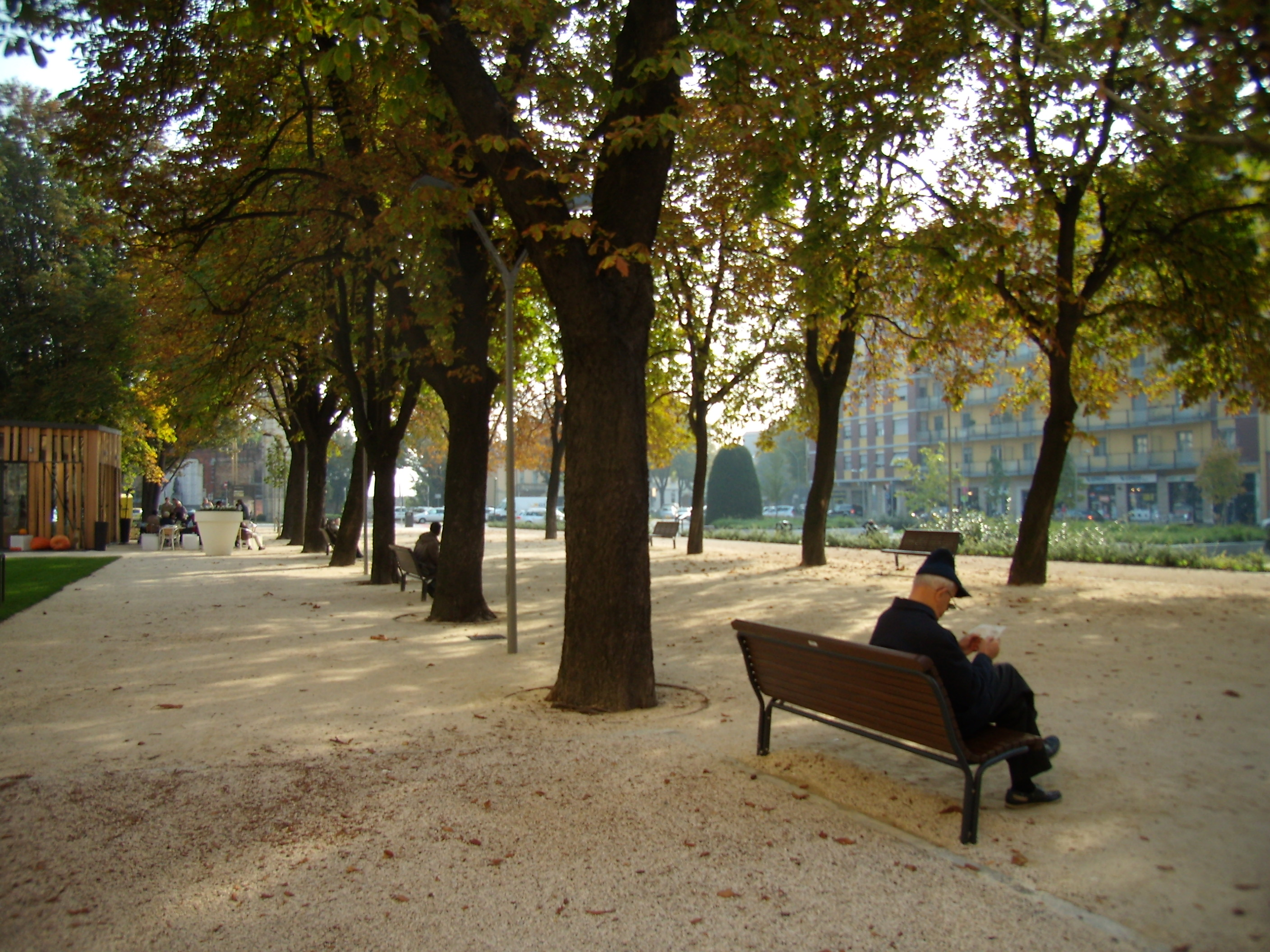
I giardini pubblici Federico Barbarossa

Giardini pubblici Federico BarbarossaSono collocati quasi nel cuore del centro cittadino, lungo viale IV Novembre: occupano l'area che costituisce lo spianamento del fossato in cui sino agli anni trenta del Novecento scorreva la roggia Molina, che fra il 1931 e il 1937 venne canalizzata e coperta grazie al progetto dell'architetto locale Giovanni Attilio Fugazza. Il nucleo originario dei giardini risale però al 1835, anno della visita alla città da parte dell'imperatore Ferdinando I d'Austria. Al centro si erge il monumento alla Resistenza, opera del 1967 dello scultore Gianni Vigorelli.
Lungo Adda BonapartePermette di passeggiare nei pressi del fiume Adda, a contatto con la vegetazione fluviale; era uno dei luoghi prediletti dal poeta Giosuè Carducci quando visitava Lodi.
Bosco del BelgiardinoSi tratta di una piccola oasi naturalistica situata sulle rive dell'Adda, al confine con il territorio di Montanaso Lombardo; dall'area hanno origine numerosi sentieri che permettono di visitare i boschi circostanti, parzialmente trasformati in orto botanico, in cui inoltre vivono uccelli acquatici come gallinelle d'acqua, germani reali, cigni, aironi e tuffetti. Durante l'estate diventa un centro ricreativo grazie alla presenza di una piscina gestita dal Comune di Lodi.
Grande foresta di Lodi (bosco Valle Grassa-Coldana-Sant'Antonio)È un'area di notevole interesse naturalistico, realizzata a cura della Provincia di Lodi tramite un finanziamento della Regione Lombardia. Situata nelle vicinanze del centro abitato, può essere visitata grazie alla presenza di percorsi ciclopedonali. Si tratta di un rimboschimento realizzato con specie arboree e arbustive autoctone, con destinazione giuridica permanente a bosco.

## Società

### Evoluzione demografica
Abitanti censiti

### Etnie e minoranze straniere
Come molti altri centri dell'Italia settentrionale, nel XXI secolo Lodi è diventata una città multietnica con una presenza significativa di cittadini provenienti dall'estero. Al 31 dicembre 2023 gli stranieri residenti nel comune erano 6 301, ovvero il 13,95% della popolazione. Di seguito sono riportati i gruppi più consistenti:
- Romania 1710
- Egitto 665
- Albania 514
- Nigeria 301
- Cina 253
- Perù 226
- Tunisia 185
- Ecuador 183
- Marocco 175
- Ucraina 160

### Tradizioni e folclore

#### La festa di san Bassiano
Il 19 gennaio di ogni anno si svolge la festa patronale di san Bassiano. Le celebrazioni religiose si aprono la sera precedente in Cattedrale, dove ha luogo la veglia diocesana presieduta dal vescovo. La giornata festiva propriamente detta ha invece inizio la mattina del 19 gennaio, con il corteo delle autorità civiche da palazzo Broletto al Duomo, accompagnate da figuranti in costume medievale; nella cripta, dove sono custodite le spoglie del santo, vengono pronunciati i discorsi ufficiali del sindaco e del vescovo.

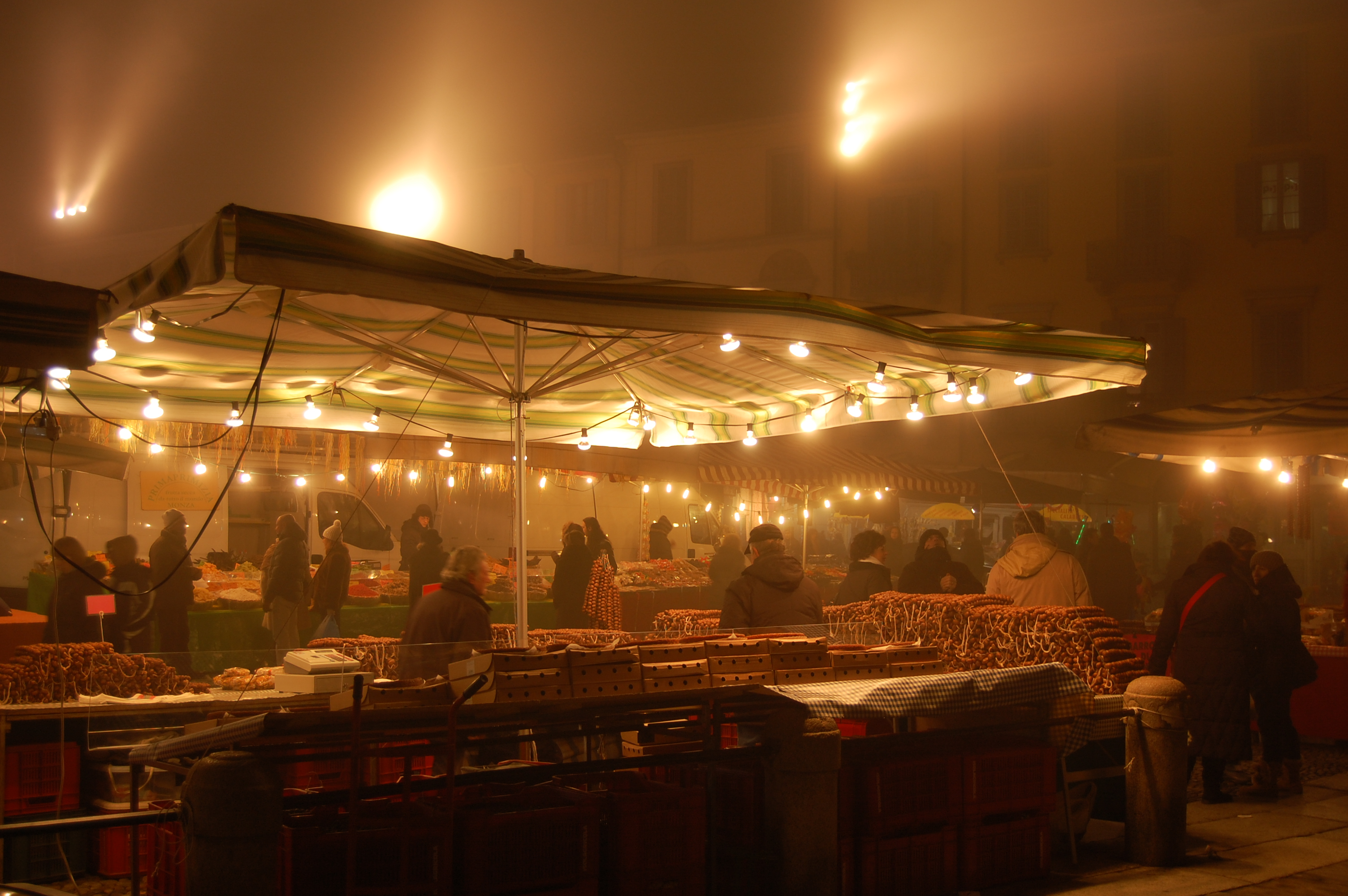
Venditori dei tipici «filsòn» (filze di castagne lessate) durante la fiera di san Bassiano

Dopo la messa solenne, sotto i portici di palazzo Broletto ha luogo la distribuzione gratuita di «büšèca» (la trippa cucinata alla lombarda con pancetta, verdure e fagioli), tè caldo e vin brulé; contemporaneamente, nell'arco di tutta la giornata, in piazza della Vittoria si tiene la tradizionale fiera di san Bassiano. Nel pomeriggio, dopo la celebrazione dei vespri, si svolge infine la cerimonia di consegna delle onorificenze civiche e del premio «Il Fanfullino della riconoscenza», attribuito ai lodigiani che si distinguono nei campi dell'impegno sociale e della promozione culturale o scientifica.

#### La festa di santa Lucia
Lodi è una delle città del nord Italia in cui santa Lucia è venerata come portatrice di doni: secondo la tradizione, nei giorni antecedenti la ricorrenza del 13 dicembre, i bambini elencano i regali desiderati in una lettera che dev'essere poi inserita nell'urna collocata per l'occasione in Duomo, ai piedi della statua della santa. I preparativi per la festa hanno inizio in uno dei primi pomeriggi del mese, quando in città si svolge la «veglia di santa Lucia», una manifestazione riservata ai bambini della scuola primaria e dell'infanzia. Inoltre, dall'8 dicembre alla mezzanotte del 12 dicembre, in piazza della Vittoria si tiene l'antica fiera di santa Lucia, con bancarelle per la vendita di giocattoli, dolciumi e articoli di artigianato.

#### Il mercato
Il mercato ambulante del centro storico è una delle tradizioni popolari più antiche e significative della città. Al sabato e alla domenica si svolge nell'omonima piazza, mentre al martedì e al giovedì ha luogo in piazza della Vittoria. È costituito da un numero di banchi variabile tra 75 e 78; presso quelli specializzati in generi alimentari è possibile trovare i prodotti tipici della cucina locale.

#### Il Palio dei rioni

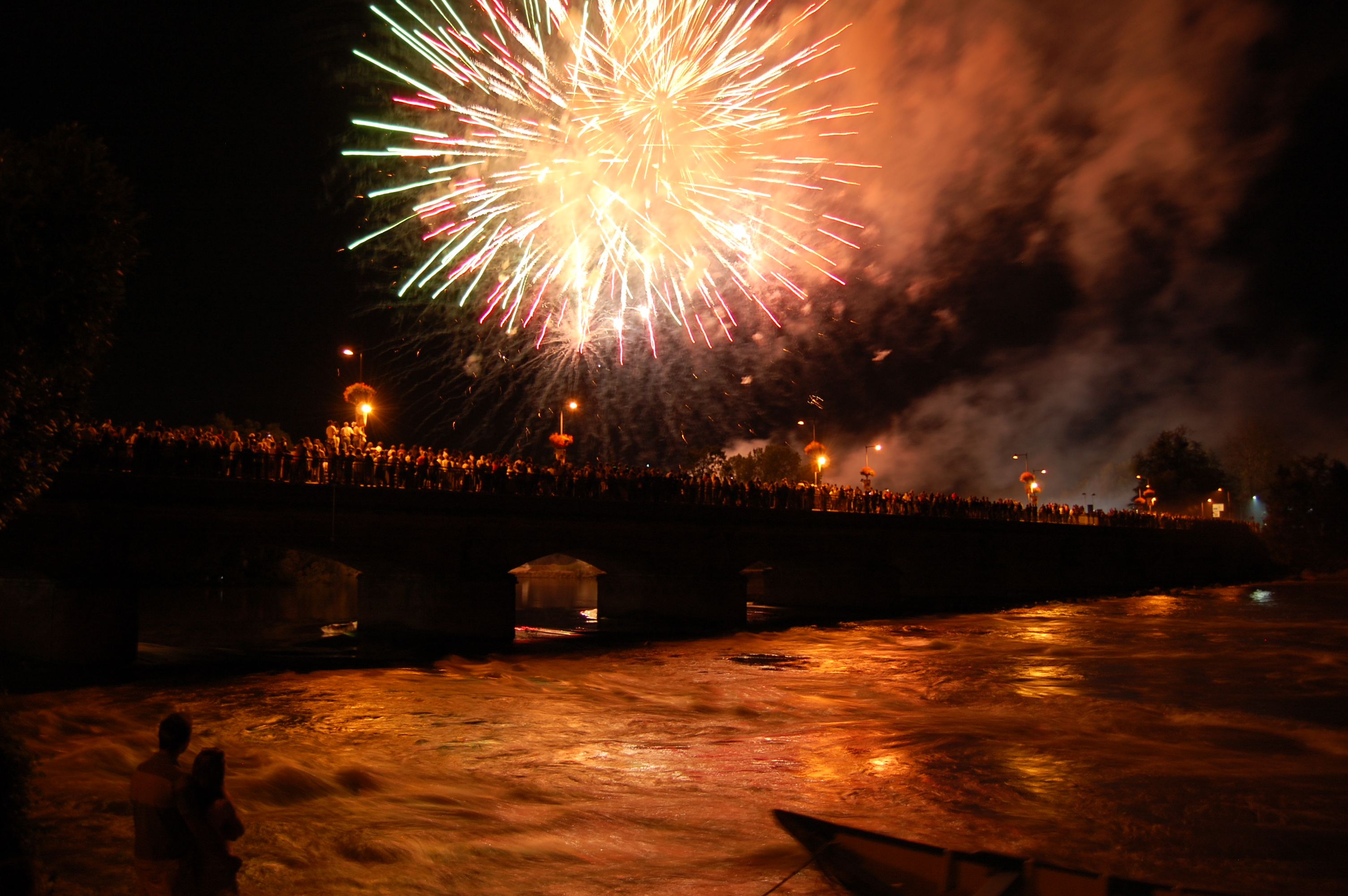
Gli spettatori assiepati sul ponte per assistere allo spettacolo pirotecnico in occasione della serata inaugurale del Palio del 2009

Dal 1986 ha luogo ogni anno il «Palio dei rioni», una rievocazione storica che consiste in una serie di sfide fra gli antichi quartieri della città. La giornata del Palio inizia nella Cattedrale, con una messa solenne presieduta dal vescovo; in seguito alla sfilata in costume tradizionale, si svolge la «gara degli anelli», durante la quale un fantino monta su un cavallo di legno e ferro e, spinto da due atleti, deve cercare di infilare con la sua lancia quattro anelli posti sul perimetro del quadrilatero di piazza della Vittoria, nel minor tempo possibile. La manifestazione prosegue con la «cursa dei cavài», nella quale i concorrenti devono far percorrere tre giri della piazza al cavallo montato dal fantino, cercando di arrivare per primi al traguardo posizionato davanti al sagrato del Duomo. Il rione proclamato vincitore in base alla classifica delle varie prove riceve «el bastón de san Bassan» dalle mani del sindaco della città. Talvolta la graduatoria finale è determinata anche dall'esito di alcune competizioni che si svolgono sul fiume Adda durante l'estate, tra cui un concorso per barche allegoriche, una gara di canoa e una di «biciclette fluviali». Il Dipartimento per lo sviluppo e la competitività del turismo ha attribuito al Palio di Lodi il titolo di «patrimonio d'Italia per la tradizione», un riconoscimento volto a valorizzare le manifestazioni folcloristiche di maggior rilievo a livello nazionale.

### Qualità della vita
La seguente tabella riporta le posizioni occupate dal comune di Lodi nella graduatoria pubblicata ogni anno da Legambiente nell'ambito del rapporto «Ecosistema urbano» sulla qualità ambientale delle città capoluogo di provincia. Fra la 18ª e la 20ª edizione della ricerca, i comuni sono stati valutati separatamente a seconda della popolazione; Lodi è stata collocata nel gruppo delle «città piccole».
| Anno | Posizione | Anno | Posizione | Anno | Posizione | Anno | Posizione |
| ---- | --------- | ---- | --------- | ---- | --------- | ---- | --------- |
| 1994 | 19ª       | 1995 | 41ª (−22) | 1996 | 67ª (−26) | 1997 | 13ª (+54) |
| 1998 | 5ª (+8)   | 1999 | 36ª (−31) | 2000 | 13ª (+23) | 2001 | 24ª (−11) |
| 2002 | 21ª (+3)  | 2003 | 17ª (+4)  | 2004 | 60ª (−43) | 2005 | 33ª (+27) |
| 2006 | 61ª (−29) | 2007 | 61ª (=)   | 2008 | 51ª (+10) | 2009 | 60ª (−9)  |
| 2010 | 43ª (+17) | 2011 | 9ª        | 2012 | 9ª (=)    | 2013 | 19ª (−10) |
| 2014 | 47ª       | 2015 | 61ª (−14) | 2016 | 65ª (−4)  | 2017 | 20ª (+45) |
| 2018 | 35ª (−15) | 2019 | 27ª (+8)  | 2020 | 25ª (+2)  | 2021 | 31ª (−6)  |
| 2022 | 35ª (−4)  | 2023 | 26ª (+9)  | 2024 |           | 2025 |           |

## Cultura

### Biblioteche
La Biblioteca comunale Laudense ha antiche origini e fu aperta al pubblico nel 1792: la sua sezione storica custodisce circa 11 000 volumi tra incunaboli, cinquecentine, codici miniati e manoscritti, oltre a preziose stampe e carte geografiche. Il fondo moderno è invece costituito da più di 135 000 volumi.

### Università e ricerca scientifica

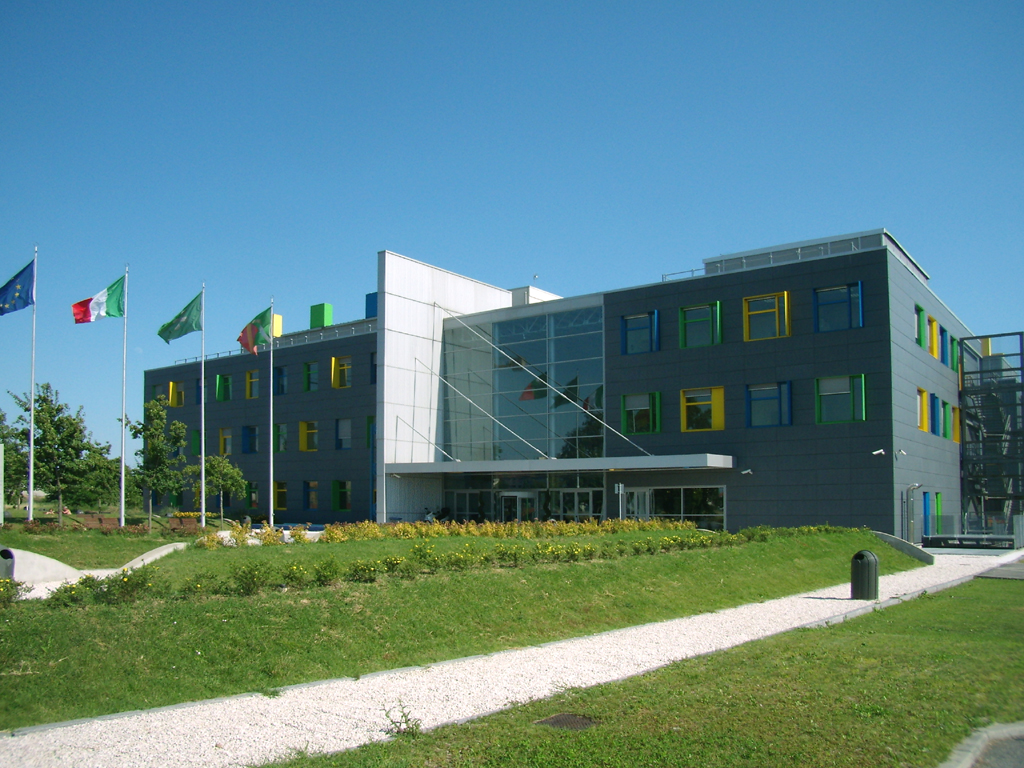
L'ingresso del Parco Tecnologico Padano

Dal 2005 è attivo a Lodi un polo scientifico-universitario, composto dal Parco Tecnologico Padano e da alcune strutture dell'Università degli Studi di Milano.
Il Parco Tecnologico Padano è uno dei più importanti centri di ricerca a livello europeo nel campo delle biotecnologie agroalimentari.
Il polo dell'Università degli Studi di Milano comprende la sede della facoltà di medicina veterinaria, progettata dall'architetto giapponese Kengo Kuma, accanto alla quale si trovano un centro zootecnico didattico-sperimentale e un ospedale veterinario costituito da strutture didattiche e cliniche per equini, bovini, suini, ovini, caprini e animali da compagnia. Ha inoltre sede in città il Centro di Ricerca per le Produzioni Foraggere e Lattiero-Casearie, nato dall'accorpamento dell'Istituto Sperimentale per le Colture Foraggere – retto dal 1948 al 1976 dall'illustre agronomo Giovanni Haussmann – con l'Istituto Sperimentale Lattiero-Caseario e l'Istituto Sperimentale per la Zootecnia dei Bovini da Latte.
A Lodi è operativa anche una sede distaccata dell'Università degli Studi della Repubblica di San Marino.

### Scuole
Nel territorio comunale sono presenti 17 scuole dell'infanzia, 12 scuole primarie, 6 scuole secondarie di primo grado, 9 scuole secondarie di secondo grado e 4 centri di formazione professionale.

### Musei
A Lodi hanno sede alcuni importanti musei, tra cui il Museo civico, la Collezione anatomica Paolo Gorini, il Museo di scienze naturali, il Museo del tesoro del tempio dell'Incoronata, il Museo diocesano di arte sacra e il Museo della stampa e stampa d'arte.

### Media
Si trovano in città la redazione del quotidiano locale il Cittadino e una sede distaccata dell'emittente televisiva Telepace.

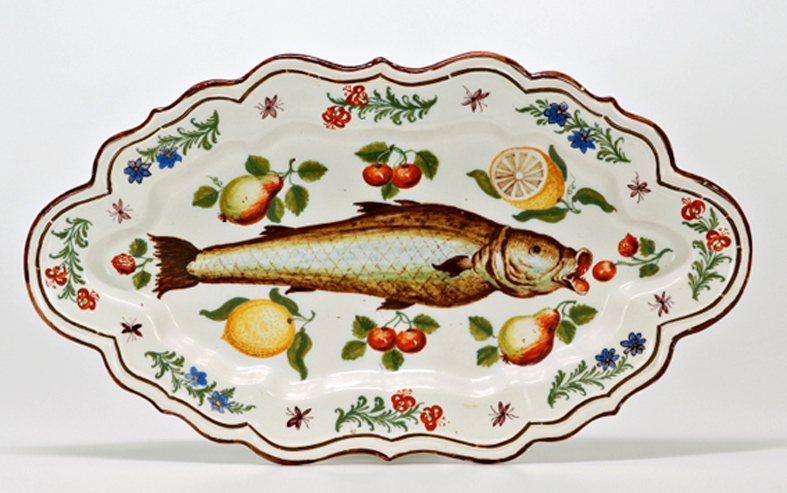
Un vassoio in maiolica policroma realizzato a Lodi nel XVIII secolo

### Arte
Lodi è rinomata per la sua produzione di ceramica artistica. Attestata sin dal XV secolo, l'attività conobbe una decisa espansione tra il Settecento – con le fabbriche Coppellotti, Rossetti e Ferretti – e l'Ottocento, grazie ai Dossena. Fra i principali soggetti – riprodotti in monocromia turchina e in policromia – figurano paesaggi con rovine, nature morte, motivi floreali, scenette popolari e cineserie. La produzione contemporanea di ceramica artistica lodigiana «Vecchia Lodi» si concentra sulla rivisitazione dei modelli stilistici della manifattura Ferretti. Lodi è annoverata fra le «Città della Ceramica – Ceramica Artistica Tradizionale», marchio di cui si fregiano i numerosi laboratori artigiani.
Negli anni cinquanta del Novecento la città fu sede di due competizioni di pittura: il premio «Città di Lodi» (1950) e il concorso «Lodi e il mondo del latte» (1956), indetti rispettivamente in occasione della seconda e della quinta Fiera del Latte.

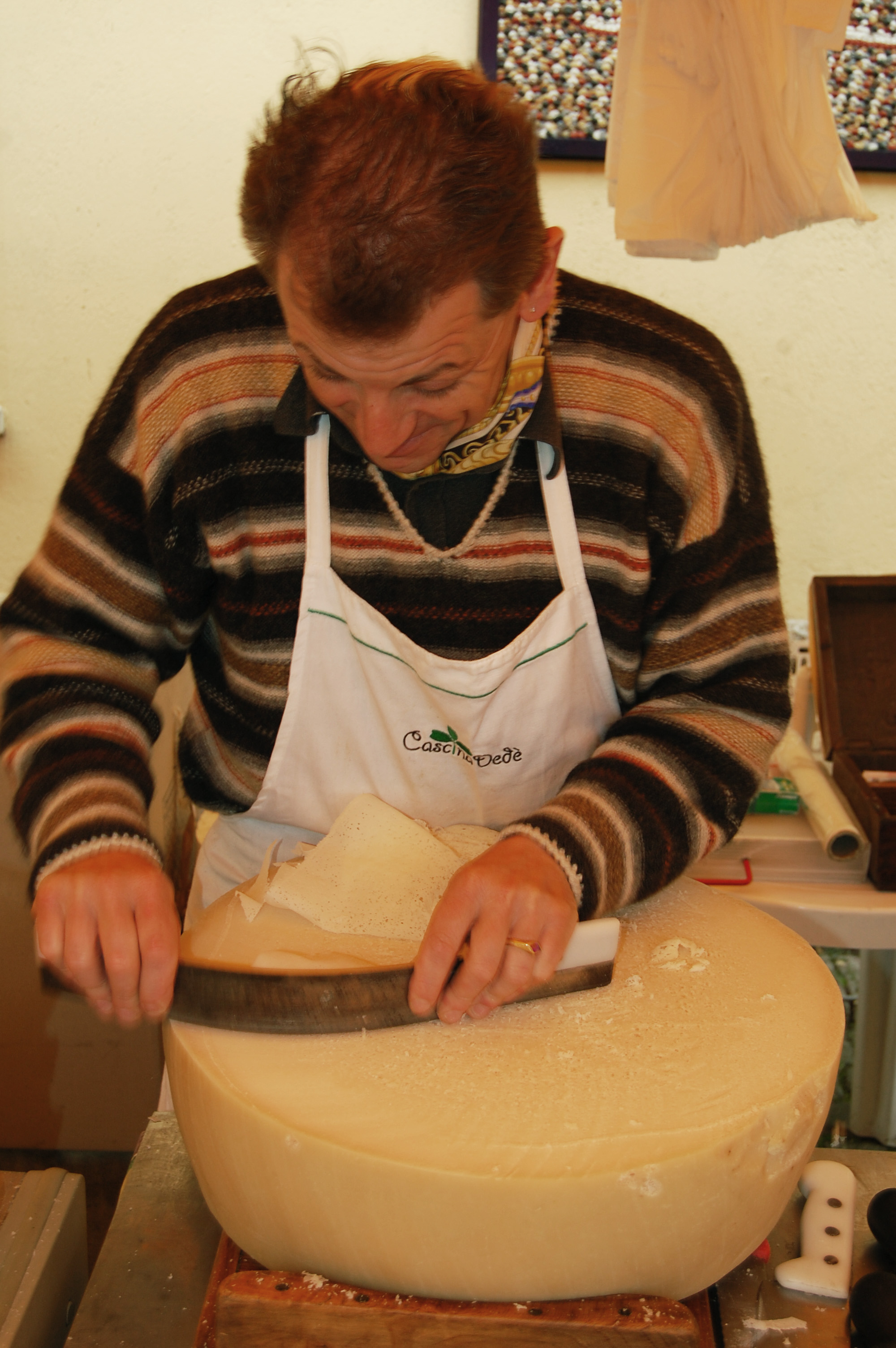
La preparazione della raspadüra

### Cucina
La gastronomia lodigiana è prevalentemente caratterizzata dai prodotti caseari. Il più rinomato tra i formaggi locali è il Grana Padano DOP. Parallelalmente viene prodotta un'altra versione di formaggio grana denominata Tipico Lodigiano PAT, che deriva direttamente dalla lavorazione tradizionale del Granone Lodigiano, ormai scomparso; questo antico prodotto, considerato il «capostipite» di tutti i formaggi grana, presentava peculiarità particolari: il suo colore era giallo, in quanto alla pasta veniva aggiunto dello zafferano; inoltre, non venendo pressato, durante la stagionatura espelleva siero, formando la caratteristica «lacrima». Le forme di grana giovani vengono tagliate a metà e raschiate con un apposito attrezzo: mediante questa tecnica si ottengono delle sfoglie sottilissime, note come raspadüra. Altri formaggi tipicamente lodigiani sono il mascarpone PAT e il pannerone PAT, entrambi preparati con la panna. Frittate, zuppe e insaccati di maiale rappresentano le altre specialità; esistono anche numerosi dolci tipici, quali la Tortionata PAT, gli Amaretti Fanfullini e gli Gnam-gnam.

### Eventi
Il «Festival dei sette peccati capitali», promosso dal comune, si è articolato in sette edizioni che hanno avuto luogo nella primavera di ogni anno dal 2003 al 2009, richiamando oltre 20 000 presenze per ognuno degli episodi. Ciascuna delle sette edizioni è stata caratterizzata da eventi culturali, dibattiti, mostre e laboratori dedicati a uno dei sette vizi capitali della tradizione filosofica occidentale. Negli anni successivi, la rassegna è stata sostituita dai festival «Comportamenti umani» (2010-2015) e «Generare futuro» (2016-2017).
A partire dal 2010 si svolge ogni autunno in città il «Festival della fotografia etica», una delle esposizioni di fotografia documentaria più rilevanti su scala internazionale.

## Geografia antropica

### Urbanistica
Nei primi secoli di vita della città, lo sviluppo urbanistico procedette lentamente: il corpo di fabbrica della Cattedrale, la cui costruzione fu intrapresa tra il 1158 e il 1160, venne completato oltre cento anni dopo, se si escludono i rimaneggiamenti successivi; alla fine del XII secolo sorse la chiesa di San Lorenzo, mentre San Francesco e il primo nucleo di palazzo Broletto risalgono agli ultimi decenni del Duecento. Il secolo seguente ha lasciato in eredità il palazzo Vistarini, il Castello e la chiesa di Sant'Agnese. Nel tardo Quattrocento, ricordato come il periodo di massimo splendore della città, sorsero numerosi nuovi edifici, tra cui il palazzo Mozzanica, l'Ospedale Maggiore e il Tempio Civico dell'Incoronata; nella stessa epoca fu consolidato il sistema di fortificazioni difensive che risaliva agli inizi del Duecento. Tra Cinquecento e primo Settecento, infine, videro la luce il complesso di San Cristoforo e il palazzo Modignani.

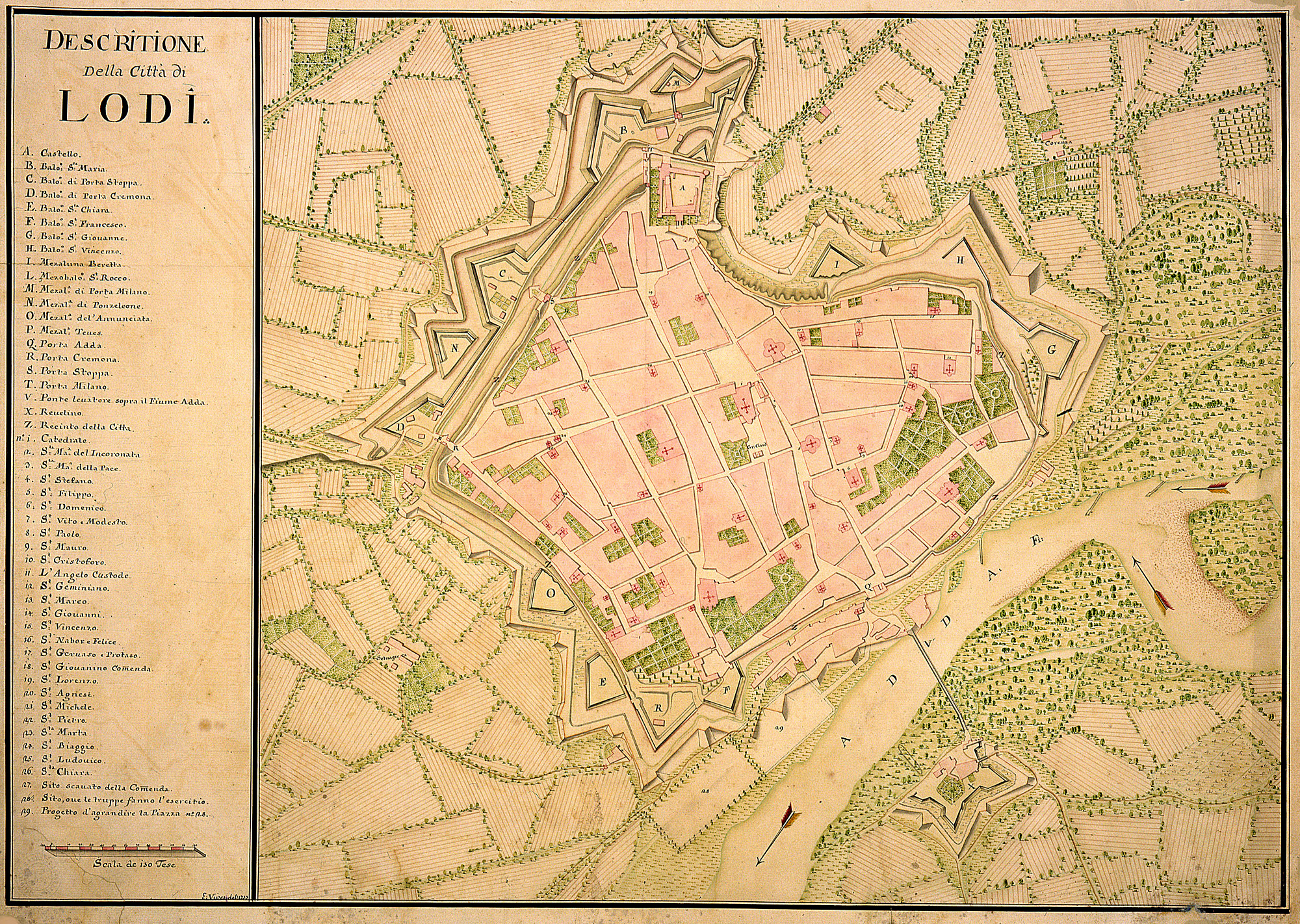
Mappa della città nel 1753

L'aspetto attuale del centro storico, tuttavia, si deve prevalentemente alle opere compiute tra Settecento e Ottocento, che alterarono la struttura urbanistica originaria dell'antico nucleo medievale di Lodi. Durante l'epoca austriaca, in particolare, grazie alla ripresa economica si registrò un forte sviluppo edilizio che trasformò il volto della città nel segno dell'architettura tardo-barocca: vennero edificate le nuove chiese di Santa Maria del Sole, Santa Maria Maddalena e San Filippo, mentre il palazzo Vescovile fu interamente ristrutturato. Numerosi monasteri ed edifici religiosi minori vennero sconsacrati e in alcuni casi demoliti per fare spazio a nuove abitazioni private; le vie principali, inoltre, furono allargate mediante la rimozione dei paracarri e l'abbattimento dei portici. Risale al medesimo periodo l'apertura dei primi due cimiteri suburbani di Riolo e di San Fereolo. Si procedette anche alla demolizione dei baluardi costruiti durante la dominazione spagnola del Seicento; al loro posto venne disegnata una strada di circonvallazione lunga 3700 m, che raccordava tutte le porte della città, impiegate da secoli come barriere daziarie. Nel 1835, il segmento meridionale della circonvallazione fu trasformato in "passeggio pubblico".
A metà dell'Ottocento, l'abitato di Lodi era ancora interamente racchiuso entro le mura medievali; all'esterno del perimetro della città murata, oltre a numerosi cascinali, si trovavano alcuni borghi (San Grato, San Fereolo e San Bernardo), posti in corrispondenza degli incroci stradali tra la viabilità regionale e quella locale, a una distanza variabile tra i 2 e i 5 km dal centro cittadino. Questo articolato assetto urbanistico venne modificato nel 1861 dall'apertura della linea ferroviaria Milano-Bologna, che toccava Lodi lambendo la parte meridionale del nucleo abitato: la strada ferrata, infatti, rappresentò l'ostacolo principale quando, nei decenni successivi, la città cominciò con lentezza a espandersi nelle aree limitrofe all'anello di circonvallazione delle mura.

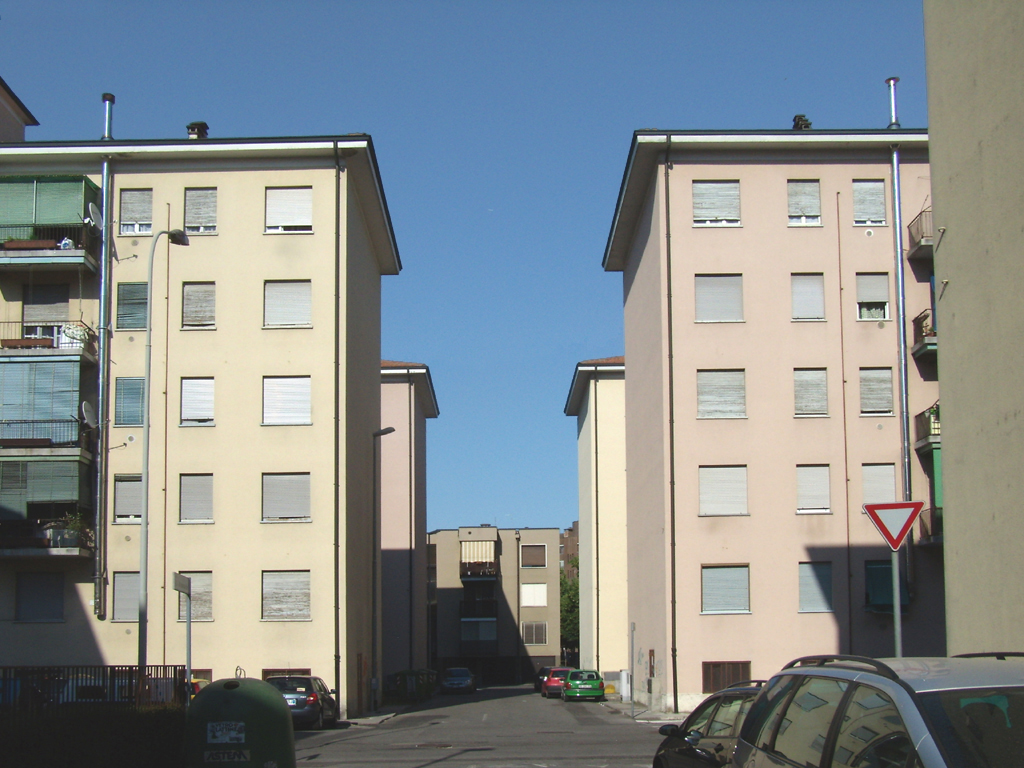
Case popolari edificate nel "villaggio Oliva", così chiamato dal nome del sindaco dell'epoca (1951)

Tra il 1864 e gli inizi del Novecento vennero realizzati numerosi interventi urbanistici: dei due cimiteri di Riolo e San Fereolo, venne ampliato il primo mentre l'altro fu dismesso; nel 1886 fu intrapresa inoltre la costruzione del Cimitero Monumentale (più noto come "Maggiore"). Per quanto riguarda la rete stradale, le opere più importanti furono l'edificazione del nuovo ponte sull'Adda in muratura, la riqualificazione della zona di piazza della Vittoria, l'ampliamento di piazza Ospitale e la costruzione di un asse viario tra la stazione ferroviaria e il centro storico, con l'apertura di viale Dante e di piazza Castello. A livello di infrastrutture, nel 1880 furono inaugurate quattro tranvie extraurbane a vapore: la Milano-Lodi, la Lodi-Treviglio-Bergamo, la Lodi-Sant'Angelo e la Lodi-Crema-Soncino. Nel medesimo periodo, ebbe luogo un rapido processo di urbanizzazione del quadrilatero compreso tra il pubblico passeggio e la ferrovia: ad alcuni insediamenti produttivi, si aggiunse nel 1904 il primo lotto di abitazioni popolari. Contemporaneamente, ancora più a sud, sorsero i primi grandi complessi industriali: il Linificio Canapificio Nazionale in zona San Fereolo e le Officine Meccaniche Lodigiane presso la località Camolina.
Dopo una fase di moderata crescita tra gli anni venti e la seconda guerra mondiale, a partire dal 1955 lo sviluppo della città si fece sempre più rapido e cominciò a interessare entrambe le sponde dell'Adda: vennero creati nuovi quartieri, tra cui quello delle «case Fanfani» (a ovest del centro storico) e il «villaggio Oliva» (a sud-ovest), entrambi realizzati nell'ambito del piano INA-Casa. Tra gli anni settanta e i duemila, oltre al compimento di un sistema di strade tangenziali, ebbe luogo la dismissione di gran parte del patrimonio edilizio industriale, riconvertito in nuove aree residenziali.

### Frazioni

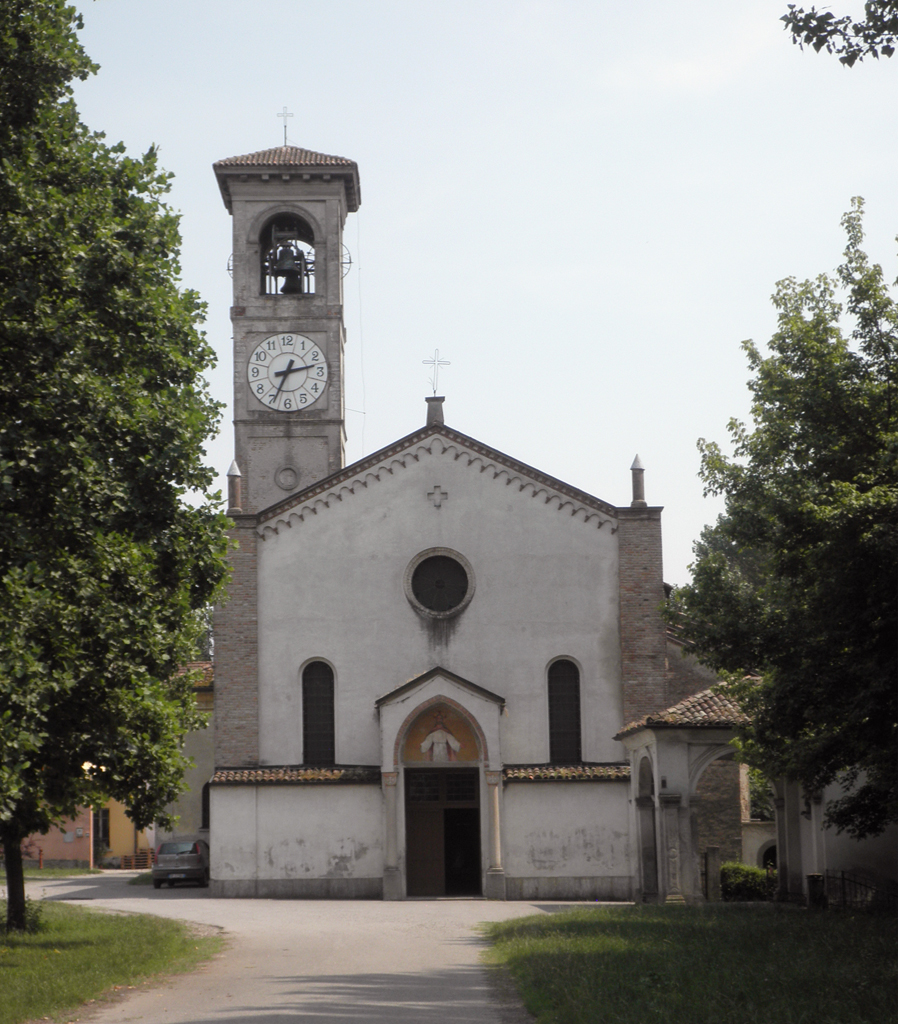
Il santuario di Fontana

- Fontana[244] si trova 3 km a nord-est della città, nella porzione di territorio situata sulla riva sinistra dell'Adda[19]. La località, che ospita un santuario edificato tra il Cinquecento e il Seicento[245], è attraversata dalla ex strada statale Pavia-Brescia[19] e conta 304 residenti[246].
- Olmo[244] è un insediamento di 197 abitanti[246], collocato 4 km a sud-est del centro cittadino, lungo la Via Emilia[19].
- Riolo[244], già frazione del comune suburbano di Vigadore[247], è una località situata tra Lodi e Dovera, nell'Oltreadda Lodigiano[19]. È lambita dal tracciato della strada Bergamina[19] e dispone di una scuola primaria[206]; vi abitano 120 persone[246].
- San Grato[244] si trova nel settore nord-occidentale del territorio comunale, a una distanza di circa 4 km dal centro cittadino[19]; con i suoi 692 abitanti, è la più popolosa tra le frazioni di Lodi[246].

#### Altre località del territorio
- Bottedo è una località rurale situata a ovest della città, nei pressi della linea ferroviaria Milano-Bologna, a una distanza di circa 5 km dal centro storico[19]. Fino al 1873 costituì un comune autonomo[248]; al giorno d'oggi si presenta come un grosso cascinale in cui risiedono poche famiglie[246].
- Torre de' Dardanoni è una cascina che si trova sulle rive della roggia Cassinetta, nelle vicinanze del confine con il comune di Lodi Vecchio, a sud-ovest del capoluogo[19]; fino al 1841 fu sede di una municipalità[249]. In seguito allo spopolamento delle aree rurali, la località risulta disabitata[246].
- Vigadore è un borgo di antiche origini[247] con 41 abitanti[246]. Ubicato sulla riva sinistra dell'Adda, lungo la strada per Crema[19], fino al 1870 fu un comune autonomo[250].

## Economia

### Agricoltura e allevamento

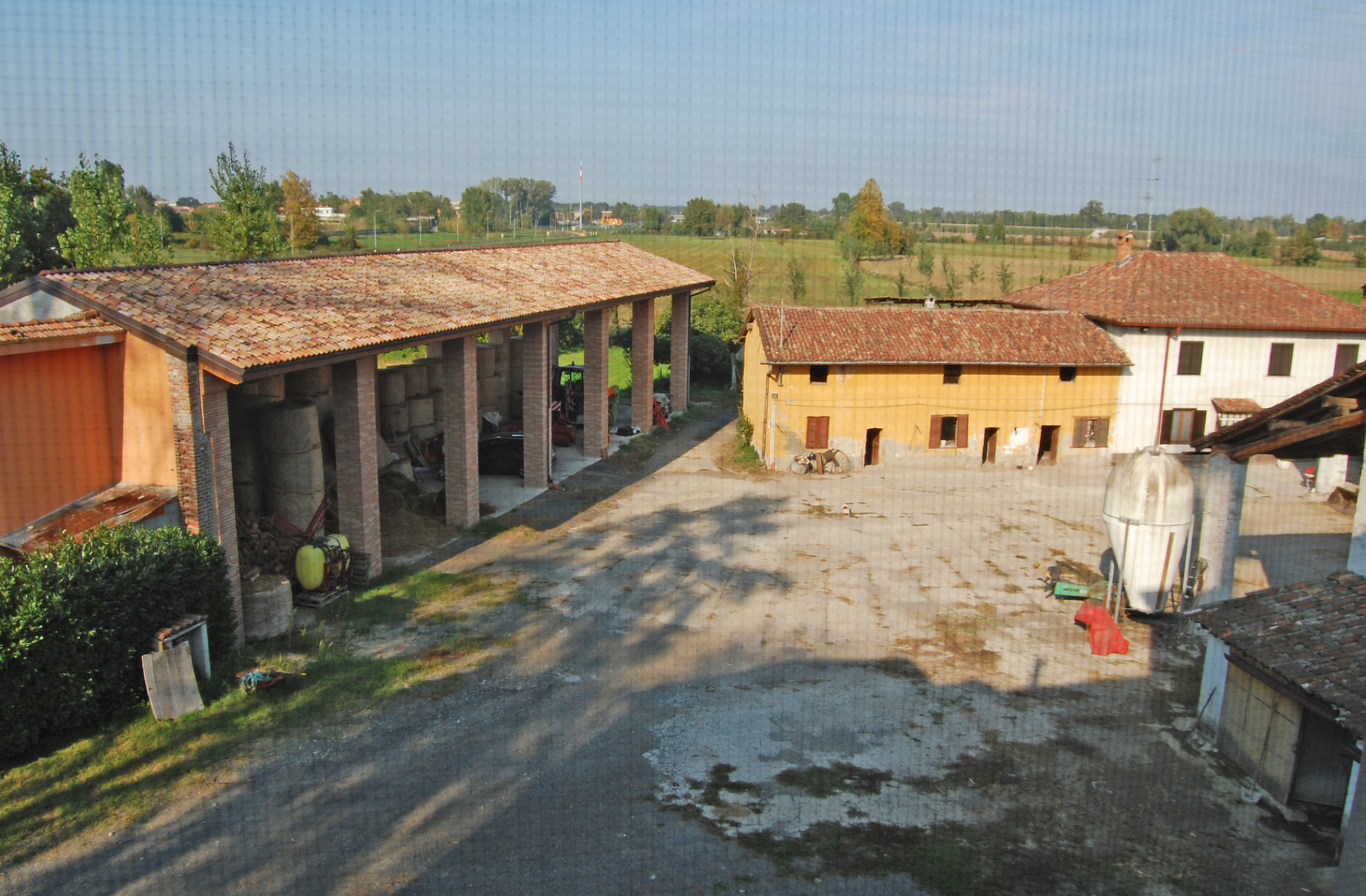
Una cascina situata alle porte della città

L'agricoltura e l'allevamento sono di fondamentale importanza per Lodi e per il suo territorio fin dal Medioevo. A testimonianza di quanto il settore primario sia tuttora significativo, i dati riferiscono di 1 786 aziende nel territorio della provincia che producono soprattutto mais (47% della superficie agricola utilizzata) e foraggi (24% della SAU). Per quanto riguarda il territorio comunale, sono attive invece 84 aziende e la superficie agricola utile è costituita da 2 130 ettari, dei quali il 48% coltivati a mais; sono presenti inoltre 5 495 capi bovini e 23 362 capi suini.
Per garantire e promuovere le eccellenze del settore, oltre che tutelare l'ambiente, il benessere degli animali e la salute dei consumatori, nel 2004 fu fondato il comitato del marchio «Lodigiano Terra Buona».

### Industria e artigianato
I primi stabilimenti industriali nati a Lodi erano legati alla trasformazione dei prodotti del settore primario: il Lanificio Varesi (1868), la Polenghi Lombardo che fu la prima azienda in Italia a trattare a ciclo completo il latte (1870), le Officine Sordi che costruivano macchine per il settore lattiero-caseario (1881), il Linificio Canapificio Nazionale (1909). Fra le altre industrie presenti in città, particolarmente sviluppato era il settore meccanico: erano attive per esempio le Officine Meccaniche Lodigiane (1908), le Officine Meccaniche Folli-Gay (1922), le Officine Curioni (1925) e le Officine Elettromeccaniche Adda (1926). Queste ultime negli anni ottanta furono acquistate dalla multinazionale ABB, che nel 1994 vi trasferì il proprio centro mondiale per la costruzione di trasformatori, di interruttori per l'alta tensione e di sottostazioni elettriche; nel 2016 l'impresa contava circa 230 dipendenti.

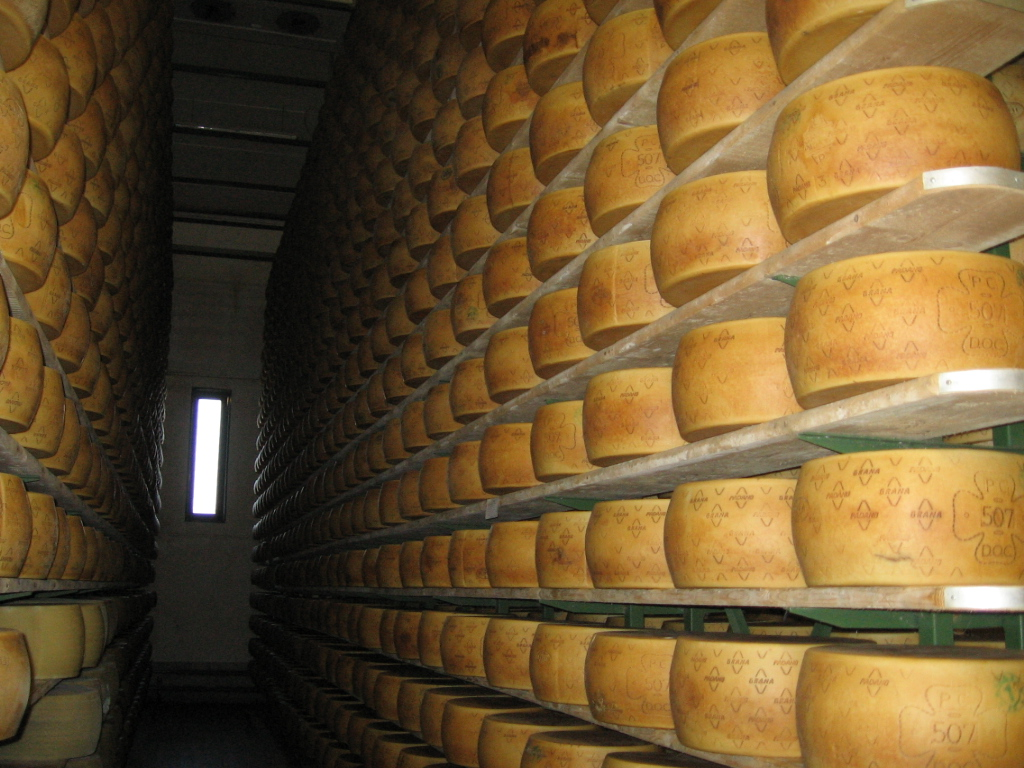
Il Lodigiano è una delle aree di produzione del Grana Padano

Nel 1944 si cominciò a estrarre il gas metano dai pozzi della vicina Caviaga e a sperimentarne le applicazioni nel locale centro studi dell'Agip. Il cane a sei zampe, logo della compagnia, sarebbe ispirato al fantastico drago Tarantasio che avrebbe infestato il lago Gerundo: quando fu scoperto il metano in quelle zone, infatti, si immaginò che l'animale, un tempo guardiano delle paludi e poi scomparso sotto terra dopo la loro bonifica, fosse riapparso in forma di gas. Lodi fu la prima città in Italia a servirsi del metano per usi domestici e industriali. Sempre nell'ambito dell'industria petrolchimica, dal 1963 ha sede a Lodi la Itelyum, che si occupa di riciclaggio di oli lubrificanti usati attraverso un processo di ri-raffinazione. Nel 2007 il fatturato è stato di 100 milioni di euro e l'azienda impiegava 170 dipendenti.
Al confine del territorio municipale di Lodi, in un'area di competenza dei comuni di Montanaso Lombardo e Tavazzano con Villavesco, sorge una grande centrale termoelettrica di proprietà della EPH, alimentata a gas naturale. La centrale, con una potenza installata di 1740 MW, è una delle più importanti d'Italia e nel 2019 contava 73 dipendenti. Il primo nucleo, realizzato nel 1952 nell'ambito del Piano Marshall, fu inaugurato da Enrico Mattei e dal presidente del Consiglio Alcide De Gasperi; gli impianti attuali sono stati attivati in diversi scaglioni tra il 2002 e il 2010. La centrale preleva l'acqua di raffreddamento dal canale Muzza, dal canale Belgiardino e dal fiume Adda.
Al giorno d'oggi le industrie più sviluppate sono quella casearia (il Lodigiano è una delle 14 aree in cui è concentrata la produzione del Grana Padano) e quella artigianale, in particolare nei settori della ceramica e della cosmesi (L'Erbolario).

### Servizi
Fra le più importanti imprese dell'ambito dei servizi si annovera Zucchetti, che opera nel settore software e hardware; con circa 7 000 dipendenti – di cui 1 300 solo a Lodi – e un fatturato di oltre un miliardo di euro, è uno dei leader italiani nel campo dell'informatica.
Lodi ha inoltre una notevole attività bancaria: la Banca Popolare di Lodi, fondata dall'attivista Tiziano Zalli nel 1864, è stata la prima banca popolare sorta in Italia; dal 2007 fa parte del gruppo Banco Popolare (poi diventato Banco BPM), terzo polo bancario a livello nazionale.
Nel 1997, Lodi fu una delle prime città a essere cablata con la fibra ottica nell'ambito del progetto Socrate di Telecom Italia, finalizzato a creare una rete per la TV via cavo e per la trasmissione di dati.
Agli inizi del XXI secolo, prima della grande recessione, la città beneficiò di una notevole crescita economica grazie al rifiorire delle attività commerciali, all'ampliamento del sistema di strade tangenziali e allo sviluppo di tecnologie per l'ambiente (in virtù della discreta frazione di rifiuti riciclabili prodotti dai lodigiani e della tecnologia del teleriscaldamento).

### Turismo
Lodi ha fatto parte del circuito delle città d'arte della Pianura Padana dal 1999 al 2018, anno di scioglimento dell'ente. A partire dagli anni duemila il turismo ha rappresentato un settore in forte espansione sul territorio: nel 2006, per esempio, sono stati registrati 137 000 arrivi, con un incremento del 116% rispetto a tre anni prima.
Oltre al turismo culturale, particolarmente importante è quello naturalistico, in virtù anche dell'efficiente rete ciclabile che dal capoluogo si diparte in tutto il territorio. Il turismo enogastronomico si concentra soprattutto nei mesi compresi fra ottobre e dicembre, durante i quali – a partire dal 1988 – si svolge la «rassegna gastronomica del Lodigiano».

## Infrastrutture e trasporti

### Strade
Lodi è un nodo stradale di importanza regionale: la città è servita dalla strada statale 9 Via Emilia e da numerose strade provinciali, tra cui la ex SS 235 Pavia-Brescia e la ex SS 472 Treviglio-Lodi. Le strade convergenti sulla città sono raccordate dalle tangenziali Sud ed Est, che formano un semianello (interrotto nel settore nord-ovest) con caratteristiche di superstrada.
Nelle vicinanze transita inoltre l'Autostrada del Sole; l'uscita «Lodi», posta nel territorio comunale di Pieve Fissiraga, si trova 6 km a sud-ovest della città.

### Ferrovie e tranvie

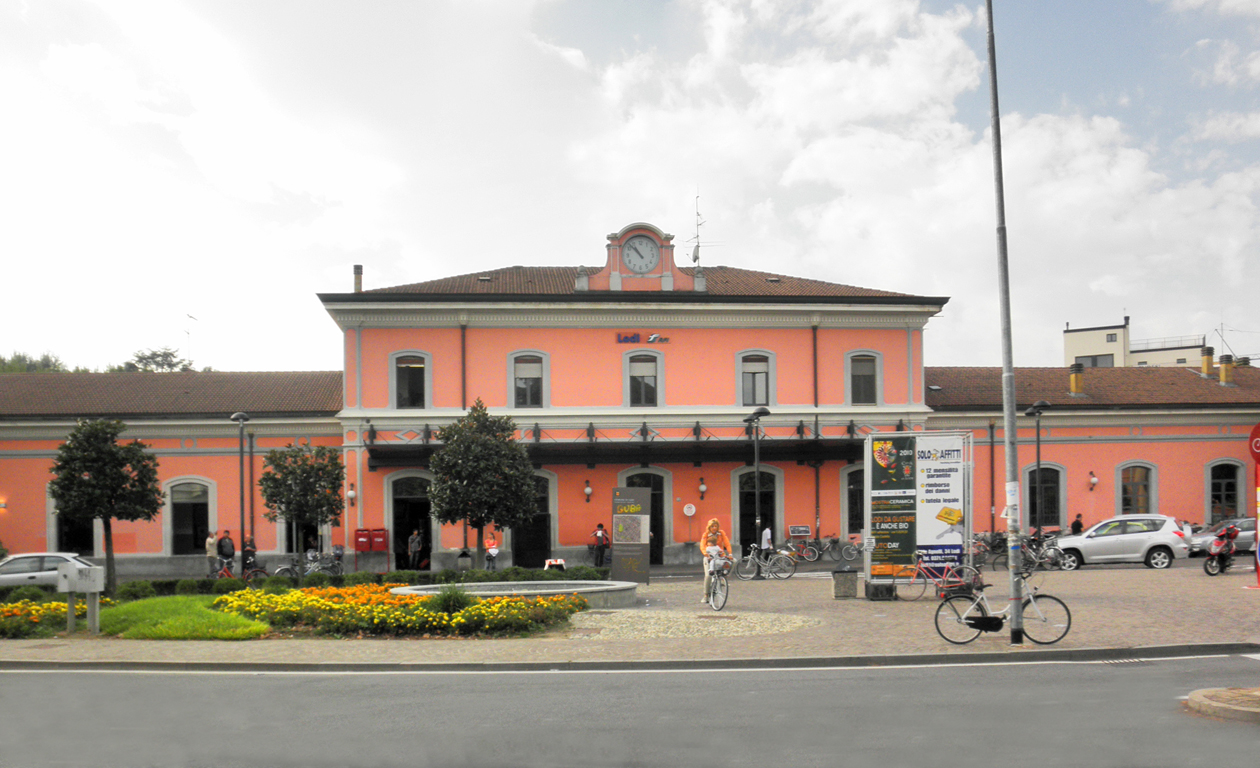
La stazione di Lodi è situata nei pressi del centro storico cittadino

La stazione di Lodi è posta sulla ferrovia Milano-Bologna ed è servita principalmente da treni suburbani, regionali (Milano-Piacenza) e regionali veloci (Milano-Bologna e Milano-Mantova), svolti da Trenord e da TPER, nonché da alcune relazioni a lunga percorrenza operate da Trenitalia. Il traffico è prevalentemente pendolare verso il capoluogo lombardo; la stazione serve un ampio bacino d'utenza costituito da viaggiatori provenienti anche dai paesi limitrofi e dal Cremasco.
Fra il 1880 e i primi decenni del Novecento, Lodi fu al centro di una vasta rete di tranvie extraurbane che comprendeva le linee Milano-Lodi, Lodi-Treviglio-Bergamo, Lodi-Sant'Angelo e Lodi-Crema-Soncino, permettendo di collegare la città con i principali capoluoghi della Lombardia.

### Mobilità urbana
La città è dotata di una rete urbana di autobus gestita dalla società STAR Mobility, che fornisce il servizio attraverso le corse di sette linee.
La compagnia STAR, che ha sede a Lodi dal 1922, adempie anche alla gestione di numerose linee interurbane e ai collegamenti con i principali centri abitati della regione.

## Amministrazione
La storia amministrativa del Comune di Lodi dall'istituzione della Repubblica Italiana a oggi può essere suddivisa in due fasi: per i primi trent'anni si sono succeduti esclusivamente sindaci della Democrazia Cristiana, mentre dal 1975 in avanti la città è stata amministrata prevalentemente da esponenti di sinistra o di centro-sinistra.

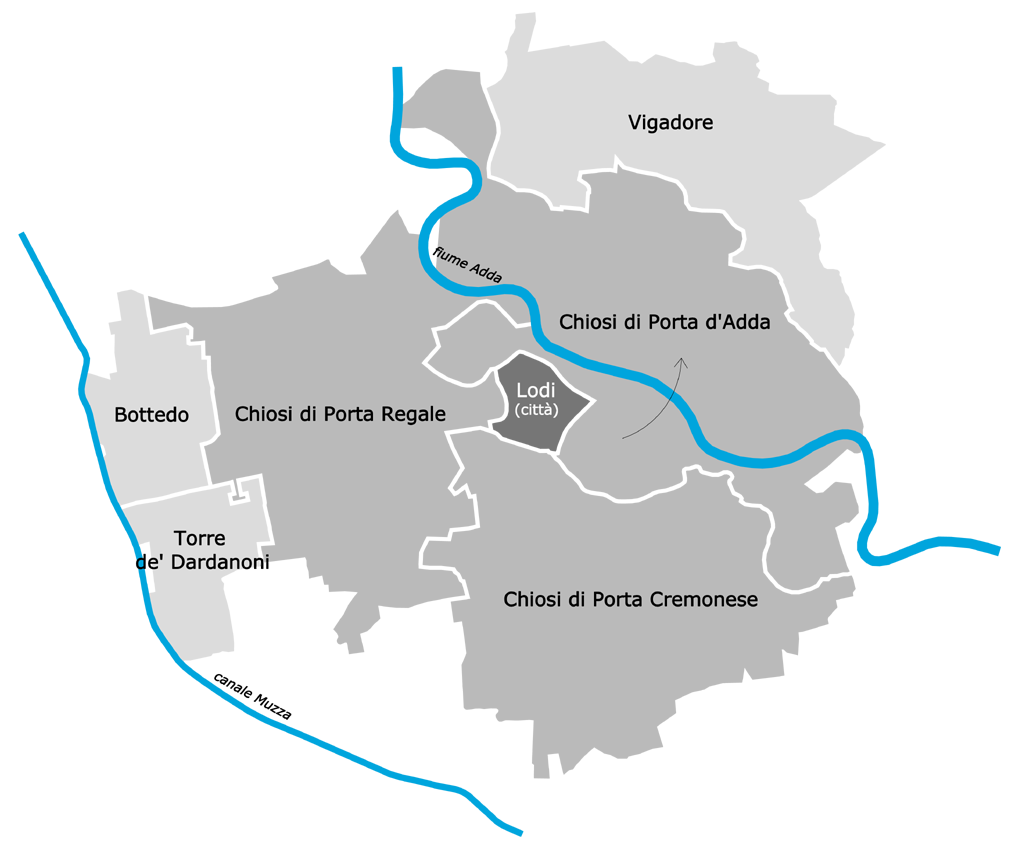
Suddivisione del suburbio di Lodi prima del 1840, con i tre chiosi e i tre comuni esterni

### Gemellaggi
- Omegna, dal 1980[286];
- Costanza, dal 1986[286];
- Lodi, dal 1987[286];
- Flossenbürg, dal 1999[286];
- Fontainebleau, dal 2011[286];
- San Bassano, dal 2023[286].

### Altre informazioni amministrative
Il comune fa parte del consorzio di gestione del Parco Adda Sud, la cui sede si trova a Lodi.
Nel 1877 furono annessi al territorio municipale i comuni suburbani di Chiosi Uniti con Bottedo e Chiosi d'Adda Vigadore. Il termine «chiosi», di origine dialettale, indicava le terre agricole circostanti la città di Lodi, analogamente ai più noti Corpi Santi intorno a Milano.

## Sport
Lo sport a Lodi si articola in numerose attività. Società e atleti lodigiani hanno conseguito titoli a livello italiano e internazionale.
La disciplina sportiva più seguita è per tradizione l'hockey su pista. La principale squadra della città, l'Amatori Lodi, ha conquistato quattro scudetti, quattro Coppe Italia, due Supercoppe italiane, una Coppa di Lega, una Coppa delle Coppe e una Coppa CERS. L'attività maggiormente praticata resta tuttavia il calcio; la società lodigiana A.S. Fanfulla fu protagonista nel campionato di Serie B tra gli anni trenta e gli anni cinquanta, aggiudicandosi poi nel 1984 una Coppa Italia Serie C.
In città sono in funzione molti impianti sportivi, tra cui lo Stadio Dossenina e il PalaCastellotti.

### Annotazioni
1. ↑  Fra il 1931 e il 1937, distrutte le mura, il fossato della roggia venne riempito e trasformato negli attuali giardini pubblici.
2. ↑  Talvolta dal 7 dicembre.
3. ↑  «Corsa dei cavalli» in dialetto lodigiano.
4. ↑  «Il bastone di san Bassiano» in dialetto lodigiano.
5. 1 2  Il dato non è confrontabile con quello dell'anno precedente: dalla 18ª alla 20ª edizione della ricerca, infatti, i comuni sono stati collocati in categorie separate a seconda della popolazione residente.
6. ↑  Gli insediamenti rurali erano tipicamente collocati presso i nodi idraulici formati dalla rete di rogge che irrigavano il territorio.
7. ↑  Relativi al quinto censimento generale dell'agricoltura dell'ottobre 2000.
8. ↑  «STAR» è l'acronimo di «Società Trasporti Automobilistici Regionali».

### Fonti
1. ↑   Rossella Mungiello, La proclamazione a palazzo Broletto, Furegato indossa la fascia tricolore, in Il Cittadino, 16 giugno 2022,  p. 3.
2. 1 2   Bilancio demografico mensile anno 2025 (dati provvisori), su demo.istat.it, ISTAT.
3. ↑   Classificazione sismica (XLS), su rischi.protezionecivile.gov.it.
4. ↑   Tabella dei gradi/giorno dei Comuni italiani raggruppati per Regione e Provincia (PDF), in Legge 26 agosto 1993, n. 412, allegato A, Agenzia nazionale per le nuove tecnologie, l'energia e lo sviluppo economico sostenibile, 1º marzo 2011,  p. 151. URL consultato il 25 aprile 2012 (archiviato dall'url originale il 1º gennaio 2017).
5. ↑   Lodi, su dizionario.rai.it, RAI – Dizionario d'ortografia e di pronunzia. URL consultato il 27 novembre 2023 (archiviato dall'url originale il 15 settembre 2020).
6. ↑  Pezzini, voce «Lòd».
7. ↑  Decreto legislativo 6 marzo 1992, n. 251, articolo 1.
8. ↑  Bassi, Storia di Lodi, pp. 30-31.
9. ↑  Bassi, Storia di Lodi, pp. 17-26.
10. 1 2 3  Bassi, Storia di Lodi, pp. 55-59.
11. 1 2  Dossi, voce «Lodi».
12. ↑   Medicina veterinaria, su unimi.it, Università degli Studi di Milano. URL consultato il 28 ottobre 2020 (archiviato il 10 agosto 2020).
13. ↑   Perché a Lodi, su tecnoparco.org, Parco Tecnologico Padano. URL consultato l'8 ottobre 2020 (archiviato dall'url originale il 3 aprile 2015).
14. 1 2   Caterina Belloni, Ricerca, la sfida lombarda: "Ora importiamo cervelli", in Corriere della Sera, 18 ottobre 2006,  p. 13.
15. ↑   Andrea Caruso, Svelato a Lodi il "Dna" del pesco, una storia che ha 4mila anni, in Il Cittadino, 25 marzo 2013,  p. 12.
16. 1 2   Caterina Belloni, Lodi tra le "città d'arte" del bacino del Po, in Corriere della Sera, 14 febbraio 1999,  p. 47.
17. 1 2 3   Lodi: clima e dati geografici, su comuni-italiani.it, www.comuni-italiani.it. URL consultato il 18 gennaio 2021 (archiviato il 23 maggio 2015).
18. ↑  Bottini et al., p. 15.
19. 1 2 3 4 5 6 7 8 9 10 11   Mappa del comune di Lodi, su geoplan.it, Geoplan. URL consultato l'8 ottobre 2020 (archiviato il 23 maggio 2015).
20. ↑  Bassi, Storia di Lodi, p. 48.
21. ↑   Storia, su diocesi.lodi.it, Diocesi di Lodi. URL consultato il 18 gennaio 2021 (archiviato il 27 giugno 2017).
22. ↑   Cenni storici, su provincia.lodi.it, Provincia di Lodi. URL consultato il 17 gennaio 2020 (archiviato il 14 dicembre 2019).
23. ↑   Il paesaggio fluviale: ambienti d'acqua e laboratori in natura, su agenda21.provincia.lodi.it, Provincia di Lodi. URL consultato l'8 ottobre 2020 (archiviato dall'url originale il 18 gennaio 2012).
24. 1 2 3  Geologia e conformazione dei suoli del Lodigiano, Comune di Cervignano d'Adda.
25. ↑   Classificazione sismica, su protezionecivile.gov.it, Dipartimento della Protezione Civile. URL consultato l'8 ottobre 2020 (archiviato il 22 settembre 2020).
26. 1 2  Stazione meteorologica di Lodi: tabella climatica, Agenzia nazionale per le nuove tecnologie, l'energia e lo sviluppo economico sostenibile.
27. ↑  (EN) Murray C. Peel, Brian L. Finlayson e Thomas A. McMahon, Updated world map of the Köppen-Geiger climate classification (PDF), in Hydrology and Earth System Sciences, vol. 11, n. 5, 11 ottobre 2007,  p. 1641, DOI:10.5194/hess-11-1633-2007, ISSN 1027-5606 (WC · ACNP). URL consultato il 25 ottobre 2023.
28. ↑  Approfondimento scientifico sui venti padani, Regione Lombardia.
29. ↑   Programma di Previsione e Prevenzione – Rischio Idraulico (PDF), su provincia.lodi.it, Provincia di Lodi,  p. 16. URL consultato il 18 gennaio 2021 (archiviato dall'url originale il 6 giugno 2006).
30. ↑  Decreto del presidente della Repubblica 26 agosto 1993, n. 412, articolo 2.
31. ↑  Bassi, Storia di Lodi, pp. 15-16.
32. 1 2  Bassi, Storia di Lodi, pp. 17-18.
33. ↑  Bassi, Storia di Lodi, p. 17.
34. ↑  Bassi, Storia di Lodi, p. 23.
35. ↑  Bassi, Storia di Lodi, pp. 24-25.
36. 1 2  Bassi, Storia di Lodi, p. 26.
37. ↑  Bassi, Storia di Lodi, p. 30.
38. ↑  Bottini et al., p. 16.
39. ↑  Bassi, Storia di Lodi, p. 41.
40. ↑  Bassi, Storia di Lodi, pp. 41-42.
41. ↑  Bassi, Storia di Lodi, p. 44.
42. 1 2  Bassi, Storia di Lodi, p. 47.
43. 1 2 3  Bottini et al., p. 23.
44. ↑  Bassi, Storia di Lodi, p. 54.
45. ↑  Majocchi, p. 4.
46. ↑  Ambreck et al., p. 133.
47. ↑  Bassi, Storia di Lodi, pp. 59-61.
48. ↑  Bassi, Storia di Lodi, pp. 75-77.
49. ↑  Bassi, Storia di Lodi, pp. 83-86.
50. 1 2  Bassi, Storia di Lodi, p. 60.
51. ↑  Bassi, Storia di Lodi, pp. 83-84.
52. ↑  Bassi, Storia di Lodi, p. 101.
53. ↑  Bassi, Storia di Lodi, pp. 102-104.
54. ↑  Ongaro e Riccadonna, pp. 13-51.
55. ↑  Ongaro e Riccadonna, pp. 57-104.
56. ↑  Ongaro e Riccadonna, pp. 128-132.
57. ↑  Colombo, p. 76.
58. 1 2   Statuto del Comune di Lodi – Articolo 3, su comuni-italiani.it, Comune di Lodi, 25 novembre 2003. URL consultato il 18 gennaio 2021 (archiviato il 13 aprile 2013).
59. ↑   Stemma comunale di Lodi, su comuni-italiani.it, www.comuni-italiani.it. URL consultato il 18 gennaio 2021 (archiviato il 29 luglio 2012).
60. ↑   Massimo Ghirardi, Introduzione all'araldica civica (PDF), su araldicacivica.it, www.araldicacivica.it,  p. 4. URL consultato il 18 gennaio 2021.
61. 1 2  Laus – Storia di un nome antico, Comune di Lodi Vecchio, p. 11.
62. ↑  Marco Meriggi, p. 97.
63. ↑  Bottini et al., p. 35.
64. ↑  Ambreck et al., p. 142.
65. 1 2  Ambreck et al., p. 143.
66. ↑  Bottini et al., p. 36.
67. 1 2  Ambreck et al., p. 144.
68. 1 2 3  Ambreck et al., p. 145.
69. ↑  Bassi, Storia di Lodi, p. 59.
70. ↑  Bottini et al., p. 68.
71. ↑  Ambreck et al., p. 148.
72. 1 2 3  Galuzzi, sezione 3 – L'Incoronata.
73. ↑  Bottini et al., pp. 68-69.
74. ↑  Bottini et al., p. 72.
75. ↑  Bottini et al., pp. 70-72.
76. ↑  Bottini et al., p. 70.
77. 1 2 3  Ambreck et al., p. 146.
78. ↑  Ambreck et al., p. 134.
79. ↑  Bottini et al., p. 57.
80. ↑  Ambreck et al., p. 147.
81. 1 2 3 4 5 6 7 8 9 10 11   Percorsi turistici, su comune.lodi.it, Comune di Lodi. URL consultato il 18 gennaio 2021 (archiviato il 23 luglio 2012).
82. 1 2 3 4  Galuzzi, sezione 4 – S. Lorenzo.
83. ↑  Bottini et al., p. 45.
84. ↑  Ambreck et al., pp. 145-146.
85. ↑  Agnelli, p. 241.
86. 1 2  Bottini et al., p. 76.
87. 1 2  Bottini et al., pp. 37-39.
88. 1 2  Bottini et al., p. 39.
89. ↑   Chiesa di S. Maria delle Grazie, su lombardiabeniculturali.it, Regione Lombardia. URL consultato il 18 gennaio 2021 (archiviato il 4 agosto 2012).
90. 1 2   Emiliano Cuti, Echi barocchi su e giù dal Colle Eghezzone, in GustaLo, 19 novembre 2009,  p. 2.
91. ↑   Maria Cosway: profilo, su fondazionemariacosway.it, Fondazione Maria Cosway. URL consultato il 18 gennaio 2021 (archiviato il 31 luglio 2012).
92. ↑  Galuzzi, sezione 10 – S. Maria Maddalena.
93. 1 2  Bottini et al., p. 61.
94. ↑  Agnelli, p. 243.
95. ↑  Agnelli, p. 244.
96. ↑  Bottini et al., p. 64.
97. ↑  Sciolla, p. 7.
98. ↑   Aperta la mostra di Andy Warhol, la "pop art" in 67 serigrafie, in Corriere della Sera, 26 febbraio 2001,  p. 51.
99. ↑  Bassi, Storia di Lodi, pp. 88-89.
100. ↑  Bassi, Storia di Lodi, pp. 64-65.
101. ↑  Agnelli, pp. 347-348.
102. 1 2 3 4 5  Galuzzi, sezione 2 – Il Broletto.
103. 1 2 3  Bottini et al., pp. 53-54.
104. ↑  Galuzzi, sezione 8 – L'Ospedale Vecchio.
105. 1 2 3  Bottini et al., p. 50.
106. 1 2 3  Galuzzi, sezione 7 – Palazzo Mozzanica.
107. ↑  Bottini et al., p. 53.
108. ↑  Agnelli, p. 288.
109. ↑  Ambreck et al., p. 157.
110. 1 2 3  Bottini et al., p. 33.
111. ↑  Bottini et al., pp. 74-75.
112. ↑  Bottini et al., pp. 44-45.
113. 1 2   Storia, su teatroallevigne.com, Teatro alle Vigne. URL consultato il 18 gennaio 2021 (archiviato il 31 ottobre 2018).
114. 1 2  Bassi, Lodi fra storia e cronaca dal 1919 al 1945, p. 96.
115. 1 2   Come raggiungerci, su prefettura.it, Prefettura – Ufficio Territoriale del Governo di Lodi, 14 aprile 2009. URL consultato il 18 gennaio 2021 (archiviato il 13 aprile 2013).
116. ↑   Villa Braila, su lombardiabeniculturali.it, Regione Lombardia. URL consultato il 27 novembre 2023 (archiviato il 17 ottobre 2016).
117. 1 2 3 4  Bottini et al., p. 25.
118. 1 2  Galuzzi, sezione 12 – La Lodi moderna.
119. ↑   Alberto Belloni, Gattuso a Lodi per registrare il nuovo spot della Vodafone, in Il Cittadino, 27 luglio 2007,  p. 15.
120. 1 2  Bottini et al., pp. 22-23.
121. ↑  Bassi, Storia di Lodi, pp. 39-44.
122. ↑   Porta Cremona, su lombardiabeniculturali.it, Regione Lombardia. URL consultato il 18 gennaio 2021 (archiviato il 4 settembre 2012).
123. ↑  Ambreck et al., pp. 141-142.
124. ↑   Grazia Maria Mottola, Touring, 110 anni in piazza, in Corriere della Sera, 22 ottobre 2004,  p. 59.
125. 1 2 3  Ruffilli, p. 14.
126. ↑  Ambreck et al., p. 154.
127. ↑  Ambreck et al., pp. 154-155.
128. 1 2 3  Galuzzi, sezione 6 – Il mercato.
129. 1 2   Mercati, su comune.lodi.it, Comune di Lodi. URL consultato il 18 gennaio 2021 (archiviato il 13 aprile 2013).
130. 1 2  Bottini et al., p. 31.
131. ↑  Bassi, Storia di Lodi, p. 109.
132. 1 2 3 4  Pubblicato il bando del concorso di progettazione dei lavori di riqualificazione del Parco dell'Isola Carolina (comunicato stampa), Comune di Lodi, 31 agosto 2007.
133. ↑  Un concorso di progettazione per gli interventi di riqualificazione del Parco Isola Carolina (comunicato stampa), Comune di Lodi, 15 dicembre 2005.
134. 1 2   Dove siamo, su parcoaddasud.it, Parco dell'Adda Sud. URL consultato il 22 settembre 2021 (archiviato il 5 novembre 2015).
135. ↑  Ambreck et al., p. 139.
136. 1 2   Giardini del Passeggio, città in festa per la riapertura, in Lodi Città, novembre 2009.
137. 1 2  Bassi, Storia di Lodi, p. 88.
138. ↑   Archivio storico lodigiano, serie II, anno XV, Lodi, Società storica lodigiana, 1º semestre 1967,  p. 45, ISSN 0004-0347 (WC · ACNP).
139. ↑  Galuzzi, sezione 11 – Il Lungo Adda.
140. ↑  Bassi, Storia di Lodi, pp. 109-110.
141. 1 2 3   Centro Ricreativo Belgiardino, su turismo.provincia.lodi.it, Provincia di Lodi. URL consultato il 18 gennaio 2021 (archiviato dall'url originale il 25 aprile 2012).
142. ↑   Caterina Belloni, Un «Belgiardino» per le ferie in città, in Corriere della Sera, 10 luglio 2002,  p. 51.
143. 1 2   La Foresta di Pianura, su biodiversipedia.it, Provincia di Lodi – Parco Tecnologico Padano. URL consultato il 18 gennaio 2021 (archiviato dall'url originale il 5 novembre 2015).
144. ↑   L'idea e il progetto, su biodiversipedia.it, Provincia di Lodi – Parco Tecnologico Padano. URL consultato il 18 gennaio 2021 (archiviato dall'url originale il 5 novembre 2015).
145. ↑   La foresta ritorna in pianura (PDF), su inter-wood.net, Interwood – La rete delle associazioni dei proprietari dei boschi di pianura, 27 maggio 2005,  p. 3. URL consultato il 18 gennaio 2021 (archiviato dall'url originale l'11 gennaio 2012).
146. ↑  Dati tratti da:
  -  Popolazione residente dei comuni. Censimenti dal 1861 al 1991 (PDF), su ebiblio.istat.it, ISTAT.
  -  Popolazione residente per territorio – serie storica, su esploradati.censimentopopolazione.istat.it.
Nota bene: il dato del 2021 si riferisce al dato del censimento permanente al 31 dicembre di quell'anno.
147. ↑   Popolazione residente per cittadinanza o paese di nascita, su demo.istat.it. URL consultato l'11 luglio 2025.
148. 1 2   San Bassiano – Patrono della città e della Diocesi di Lodi: la festa patronale, su comune.lodi.it, Comune di Lodi. URL consultato il 18 gennaio 2021 (archiviato il 7 novembre 2015).
149. 1 2   Lodi scende in piazza per il patrono Bassiano: fede, folclore e cultura per la festa della città, in Il Cittadino, 18 gennaio 2016,  p. 10.
150. ↑   Raffaella Bianchi, La comunità si ritrova stasera tra le antiche navate del Duomo, in Il Cittadino, 18 gennaio 2016,  p. 11.
151. 1 2 3   Festa patronale di San Bassiano, su comune.lodi.it, Comune di Lodi, 15 gennaio 2010. URL consultato il 18 gennaio 2021 (archiviato il 7 novembre 2015).
152. ↑   Andrea Soffiantini, Buseca e vin brulé, il rito si rinnova sotto i portici di palazzo Broletto, in Il Cittadino, 18 gennaio 2016,  p. 12.
153. 1 2   Lodi dà il via alla festa di santa Lucia, in Corriere della Sera, 9 dicembre 2009.
154. ↑   Federico Gaudenzi, Santa Lucia, una magia che non tramonta mai, in Il Cittadino, 9 dicembre 2015,  p. 11.
155. ↑   Federico Gaudenzi, Mille luci in volo per santa Lucia, in Il Cittadino, 7 dicembre 2015,  p. 21.
156. ↑   Da domenica in piazza Vittoria i 74 banchetti per le feste, in Il Cittadino, 5 dicembre 2014,  p. 11.
157. ↑   Santa Lucia, la festa inizia lunedì mattina, in Il Cittadino, 5 dicembre 2015,  p. 16.
158. ↑  Il mercato centrale si trasferisce per due giorni in piazza della Vittoria (comunicato stampa), Comune di Lodi, 2 febbraio 2006.
159. 1 2 3   Gaetano Ecobi, Lodi è pronta alla lunga notte del Palio, in Il Giorno, 5 settembre 2009.
160. ↑   Le feste tradizionali: Palio dei Rioni, su comune.lodi.it, Comune di Lodi. URL consultato il 27 novembre 2023 (archiviato il 17 novembre 2013).
161. ↑   Gaetano Ecobi, Sfilate e gare sull'Adda per il Palio dei rioni, in Corriere della Sera, 16 luglio 2005,  p. 53.
162. ↑   Maltempo, il Palio di Lodi rinviato di una settimana, in Corriere della Sera – Milano, 4 ottobre 2015,  p. 9.
163. ↑   Decreto ministeriale 28 luglio 2011, su gazzettaufficiale.it, Gazzetta Ufficiale della Repubblica Italiana, 11 novembre 2011. URL consultato il 18 gennaio 2021 (archiviato il 7 ottobre 2015).
164. ↑   Ecosistema urbano XVIII (PDF), su legambiente.it, Legambiente, 17 ottobre 2011,  p. 1. URL consultato il 22 settembre 2021.
165. ↑  Ecosistema urbano I, Legambiente, p. 12.
166. ↑  Ecosistema urbano II, Legambiente, p. 13.
167. ↑  Ecosistema urbano III, Legambiente, p. 18.
168. ↑  Ecosistema urbano IV, Legambiente, p. 19.
169. ↑  Ecosistema urbano V, Legambiente, p. 18.
170. ↑  Ecosistema urbano VI, Legambiente, p. 15.
171. ↑  Ecosistema urbano VII, Legambiente, p. 31.
172. ↑  Ecosistema urbano VIII, Legambiente, p. 5.
173. ↑   Ecosistema urbano IX (PDF), su legambiente.it, Legambiente,  p. 52. URL consultato il 24 gennaio 2015.
174. ↑   Ecosistema urbano X (PDF), su legambiente.it, Legambiente, 16 ottobre 2003,  p. 20. URL consultato il 24 gennaio 2015.
175. ↑   Ecosistema urbano XI (PDF), su legambiente.it, Legambiente,  p. 10. URL consultato il 24 gennaio 2015.
176. ↑   Ecosistema urbano XII (PDF), su legambiente.it, Legambiente,  p. 10. URL consultato il 24 gennaio 2015.
177. ↑   Ecosistema urbano XIII (PDF), su legambiente.it, Legambiente, 23 ottobre 2006,  p. 7. URL consultato il 24 gennaio 2015.
178. ↑   Ecosistema urbano XIV (PDF), su legambiente.it, Legambiente, 19 ottobre 2007,  p. 15. URL consultato il 24 gennaio 2015.
179. ↑   Ecosistema urbano XV (PDF), su legambiente.it, Legambiente,  p. 29. URL consultato il 24 gennaio 2015.
180. ↑   Ecosistema urbano XVI (PDF), su legambiente.it, Legambiente, 26 ottobre 2009,  p. 37. URL consultato il 24 gennaio 2015.
181. ↑   Ecosistema urbano XVII (PDF), su legambiente.it, Legambiente, 18 ottobre 2010,  p. 8. URL consultato il 24 gennaio 2015.
182. ↑   Ecosistema urbano XVIII (PDF), su legambiente.it, Legambiente, 17 ottobre 2011,  p. 10. URL consultato il 24 gennaio 2015.
183. ↑   Ecosistema urbano XIX (PDF), su legambiente.it, Legambiente, 29 ottobre 2012,  p. 30. URL consultato il 24 gennaio 2015.
184. ↑   Ecosistema urbano XX (PDF), su legambiente.it, Legambiente, 7 ottobre 2013,  p. 35. URL consultato il 24 gennaio 2015.
185. ↑   Ecosistema urbano XXI (PDF), su legambiente.it, Legambiente, 27 ottobre 2014,  p. 27. URL consultato il 24 gennaio 2015.
186. ↑   Ecosistema urbano XXII (PDF), su legambiente.it, Legambiente, 26 ottobre 2015,  p. 31. URL consultato il 27 ottobre 2015.
187. ↑   Ecosistema urbano XXIII (PDF), su legambiente.it, Legambiente, 8 novembre 2016,  p. 31. URL consultato il 17 novembre 2016.
188. ↑   Ecosistema urbano XXIV (PDF), su legambiente.it, Legambiente, 30 ottobre 2017,  p. 17. URL consultato il 31 ottobre 2017.
189. ↑   Ecosistema urbano XXV (PDF), su legambiente.it, Legambiente, 25 ottobre 2018,  p. 22. URL consultato il 29 ottobre 2018 (archiviato dall'url originale il 30 ottobre 2018).
190. ↑   Ecosistema urbano XXVI (PDF), su legambiente.it, Legambiente, 28 ottobre 2019,  p. 22. URL consultato il 28 ottobre 2019 (archiviato il 28 ottobre 2019).
191. ↑   Ecosistema urbano XXVII (PDF), su legambiente.it, Legambiente, 9 novembre 2020,  p. 27. URL consultato il 9 novembre 2020 (archiviato il 9 novembre 2020).
192. ↑   Ecosistema urbano XXVIII (PDF), su legambiente.it, Legambiente, 8 novembre 2021,  p. 14. URL consultato il 9 novembre 2021 (archiviato l'8 novembre 2021).
193. ↑   Ecosistema urbano XXIX (PDF), su legambiente.it, Legambiente, 7 novembre 2022,  p. 10. URL consultato il 9 novembre 2022 (archiviato il 7 novembre 2022).
194. ↑   Ecosistema urbano XXX (PDF), su legambiente.it, Legambiente, 23 ottobre 2023,  p. 14. URL consultato il 24 ottobre 2023 (archiviato il 23 ottobre 2023).
195. ↑   Biblioteca, su comune.lodi.it, Comune di Lodi. URL consultato il 9 ottobre 2017 (archiviato il 13 aprile 2013).
196. ↑  Galuzzi, sezione 5 – Il Museo Civico, paragrafo "La Biblioteca comunale laudense".
197. ↑   La "nuova" Laudense in numeri, in Lodi Città, ottobre 2011,  p. 12.
198. ↑   Polo dell'innovazione di Lodi, su turismolodi.it, Provincia di Lodi. URL consultato il 3 ottobre 2018 (archiviato dall'url originale l'11 novembre 2015).
199. ↑   Massimo Miato, Speciale parchi tecnologici: Parco Tecnologico Padano (PDF), su apsti.it, Associazione Parchi Scientifici e Tecnologici Italiani, 23 settembre 2008. URL consultato il 22 settembre 2021 (archiviato dall'url originale il 4 marzo 2016).
200. ↑   Davide Ederle, Bovini, senza segreti i 22mila geni, in Agrisole, 5 maggio 2009.
201. ↑   Centro zootecnico didattico sperimentale, su veterinaria.unimi.it, Università degli Studi di Milano. URL consultato il 1º ottobre 2018 (archiviato dall'url originale l'11 novembre 2015).
202. ↑   Ospedale veterinario, su ospedaleveterinario.unimi.it, Università degli Studi di Milano. URL consultato il 1º ottobre 2018 (archiviato il 1º ottobre 2018).
203. ↑  Ongaro, p. 13.
204. ↑   Centro di Ricerca per le Produzioni Foraggere e Lattiero-Casearie, su sito.entecra.it, Consiglio per la Ricerca in Agricoltura. URL consultato l'8 ottobre 2020 (archiviato dall'url originale l'11 novembre 2015).
205. ↑   Polo formativo, il Bassi è partner di San Marino, in Il Cittadino, 1º dicembre 2018,  p. 6.
206. 1 2   Elenco scuole, su comune.lodi.it, Comune di Lodi. URL consultato il 7 ottobre 2017 (archiviato il 6 marzo 2017).
207. ↑  Galuzzi, sezione 5 – Il Museo Civico.
208. ↑   Sito ufficiale, su museogorini.com, Collezione anatomica Paolo Gorini. URL consultato il 7 ottobre 2017 (archiviato il 30 settembre 2017).
209. ↑   Museo di scienze naturali del Collegio San Francesco, su comune.lodi.it, Comune di Lodi. URL consultato il 7 ottobre 2017 (archiviato il 7 giugno 2016).
210. ↑   Tempio civico dell'Incoronata e Museo, su comune.lodi.it, Comune di Lodi. URL consultato il 7 ottobre 2017 (archiviato il 7 giugno 2016).
211. ↑   Museo diocesano di arte sacra, su comune.lodi.it, Comune di Lodi. URL consultato il 7 ottobre 2017 (archiviato il 7 giugno 2016).
212. ↑   Sito ufficiale, su museostampa.org, Associazione Museo della stampa e stampa d'arte a Lodi. URL consultato il 7 ottobre 2017 (archiviato il 29 marzo 2016).
213. ↑   Chi siamo, su ilcittadino.it, Il Cittadino. URL consultato il 17 ottobre 2010 (archiviato dall'url originale il 4 marzo 2011).
214. ↑   Emittenti, su telepace.it, Telepace. URL consultato il 1º dicembre 2011 (archiviato dall'url originale il 30 luglio 2010).
215. ↑  Bottini et al., pp. 76-79.
216. ↑   Museo civico – ceramica lodigiana, su museilodi.it, Provincia di Lodi. URL consultato il 17 dicembre 2017 (archiviato dall'url originale il 14 marzo 2016).
217. ↑   Disciplinare di produzione della ceramica artistica e tradizionale di Lodi (PDF), su buongiornoceramica.it, Associazione Italiana Città della Ceramica. URL consultato il 17 dicembre 2017.
218. ↑   Ceramica Artistica Lodigiana «Vecchia Lodi», su comune.lodi.it, Comune di Lodi, 14 dicembre 2011. URL consultato il 5 aprile 2015 (archiviato il 5 aprile 2015).
219. ↑  Fontana, pp. 51-55.
220. 1 2   Carta d'identità, su granapadano.com, Consorzio per la tutela del formaggio Grana Padano. URL consultato l'8 gennaio 2013 (archiviato dall'url originale il 15 agosto 2010).
221. 1 2 3 4   Quattordicesima revisione dell'elenco dei prodotti agroalimentari tradizionali (PDF), su politicheagricole.it, Ministero delle politiche agricole, alimentari e forestali. URL consultato il 13 gennaio 2018.
222. 1 2   Granone Lodigiano e Raspadüra, su saporetipico.it, www.saporetipico.it. URL consultato il 23 novembre 2023 (archiviato dall'url originale il 9 ottobre 2017).
223. ↑   La storia, su granapadano.it, Grana Padano. URL consultato il 23 novembre 2023 (archiviato il 2 giugno 2023).
224. ↑  Terminata la BIT 2007 (comunicato stampa), Provincia di Lodi, 26 febbraio 2007.
225. 1 2   "Peccatori" eccellenti per oltre 20 mila curiosi, in Corriere della Sera, 7 maggio 2009,  p. 19.
226. ↑   I sette peccati capitali, su settepeccaticapitali.com, Comune di Lodi. URL consultato il 30 aprile 2016 (archiviato dall'url originale il 9 maggio 2008).
227. ↑   Fabio Ravera, Il futuro fra interrogativi e certezze, in Il Cittadino, 30 aprile 2016,  p. 51.
228. ↑   Fabio Ravera, Un festival «che parla alle coscienze», in Il Cittadino, 5 ottobre 2019,  p. 40.
229. 1 2 3 4 5  Bottini et al., p. 24.
230. 1 2 3  Bottini et al., pp. 24-25.
231. ↑  Bottini et al., p. 65.
232. ↑  Maurizio Meriggi, p. 113.
233. ↑  Maurizio Meriggi, pp. 112-114.
234. ↑  Maurizio Meriggi, pp. 115-116.
235. ↑  Maurizio Meriggi, p. 116.
236. ↑  Maurizio Meriggi, p. 117.
237. ↑  Maurizio Meriggi, pp. 131-132.
238. 1 2 3  Maurizio Meriggi, p. 114.
239. ↑  Maurizio Meriggi, p. 119.
240. ↑  Maurizio Meriggi, p. 121.
241. ↑  Maurizio Meriggi, pp. 127-135.
242. ↑  Maurizio Meriggi, p. 135.
243. ↑  Maurizio Meriggi, p. 109.
244. 1 2 3 4  Ambreck et al., p. 129.
245. ↑  Agnelli, pp. 324-325.
246. 1 2 3 4 5 6 7   14º Censimento Generale della Popolazione e delle Abitazioni – Lodi: dettaglio località abitate, su dawinci.istat.it, Istituto nazionale di statistica. URL consultato il 23 ottobre 2017 (archiviato dall'url originale il 4 marzo 2016).
247. 1 2   Comune di Vigadore (sec. XVI – 1757), su lombardiabeniculturali.it, Regione Lombardia. URL consultato il 4 gennaio 2017.
248. ↑   Comune di Bottedo, su lombardiabeniculturali.it, Regione Lombardia. URL consultato il 4 gennaio 2017.
249. ↑   Comune di Torre de' Dardanoni, su lombardiabeniculturali.it, Regione Lombardia. URL consultato il 4 gennaio 2017.
250. ↑   Comune di Vigadore (1859 – 1870), su lombardiabeniculturali.it, Regione Lombardia. URL consultato il 4 gennaio 2017.
251. 1 2 3   Angelo Stroppa, Le risorse, su turismo.provincia.lodi.it, Provincia di Lodi. URL consultato il 1º novembre 2016 (archiviato dall'url originale il 18 gennaio 2012).
252. ↑   Aziende agricole e superfici nella Provincia di Lodi (DOC), su agricoltura.provincia.lodi.it, Provincia di Lodi, 13 novembre 2000. URL consultato il 1º novembre 2016 (archiviato dall'url originale il 13 gennaio 2012).
253. ↑   Aziende agricole e superfici nella Provincia di Lodi – Dati comune per comune (XLS), su agricoltura.provincia.lodi.it, Provincia di Lodi, novembre 2000. URL consultato il 21 ottobre 2017 (archiviato dall'url originale il 17 gennaio 2012).
254. ↑   Regolamento del marchio collettivo «Lodigiano Terra Buona» (PDF), su provincia.lodi.it, Provincia di Lodi, 23 febbraio 2004,  p. 2. URL consultato il 5 ottobre 2017 (archiviato dall'url originale il 5 ottobre 2017).
255. ↑   Lodigiano Terra Buona (PDF), su sviluppoeconomico.gov.it, Ministero dello sviluppo economico. URL consultato il 1º novembre 2016 (archiviato dall'url originale il 1º novembre 2016).
256. 1 2   Diego Scotti, Lodi capitale degli interruttori con il nuovo stabilimento Abb, in Corriere della Sera, 25 novembre 2003,  p. 52.
257. ↑   Abb, in arrivo 28 tagli nello stabilimento all'avanguardia, in Il Cittadino, 24 maggio 2016.
258. ↑   Diego Scotti, Dal drago Tarantasio al "cane" di Mattei, in Corriere della Sera, 30 giugno 2002.
259. ↑   50º anniversario della morte di Enrico Mattei, su comune.lodi.it, Comune di Lodi. URL consultato il 19 ottobre 2016 (archiviato il 2 novembre 2012).
260. ↑   Storia, su viscolube.it, Viscolube. URL consultato il 19 ottobre 2016.
261. ↑   Christian Benna, Viscolube, l'olio riciclato va alla conquista dell'Europa, in La Repubblica, 10 dicembre 2007,  p. 15. URL consultato il 7 gennaio 2017.
262. 1 2   Alberto Belloni, Centrale E.On, clamorosa retromarcia, in Il Cittadino, 1º aprile 2010.
263. 1 2 3   Centrale termoelettrica Tavazzano e Montanaso, su eon-italia.com, E.ON Italia. URL consultato il 30 ottobre 2016 (archiviato dall'url originale il 27 giugno 2015).
264. ↑   Rossella Mungiello, L'Ep completa la rivoluzione "verde" grazie a un maxi intervento milionario, in Il Cittadino, 19 ottobre 2019,  p. 3.
265. ↑  Grande adesione alla mobilitazione contro le centrali (comunicato stampa), Provincia di Lodi, 15 novembre 2004.
266. ↑   Centrale di Tavazzano e Montanaso – Dichiarazione ambientale 2014 (PDF), su epproduzione.com, EPH, 16 novembre 2015,  p. 21. URL consultato il 7 gennaio 2017 (archiviato dall'url originale l'8 gennaio 2017).
267. ↑   La Storia, su erbolario.com, L'Erbolario – Lodi. URL consultato il 7 gennaio 2017.
268. ↑   Marcello Astorri, Da studio di commercialisti ad azienda software da 1 miliardo di fatturato: la parabola di successo della famiglia Zucchetti, in Forbes, 15 giugno 2021. URL consultato il 31 ottobre 2021 (archiviato il 15 giugno 2021).
269. ↑  Bassi, Storia di Lodi, p. 100.
270. ↑   Banco Bpm, in Il Sole 24 Ore, 3 gennaio 2017. URL consultato il 3 gennaio 2017.
271. ↑   Lorenzo Rinaldi, Debutto sprint a Piazza Affari per il neonato "Banco Bpm", in Il Cittadino, 3 gennaio 2017,  p. 8.
272. ↑   Diego Scotti, Lodi chiede i danni a Telecom: 15 miliardi, in Corriere della Sera, 3 marzo 2000,  p. 51.
273. ↑   La differenziata galoppa: grazie al "porta a porta" ora sfiora il 69%, in Il Cittadino, 1º febbraio 2017,  p. 11.
274. ↑   Impianto e rete Lodi, su linea-ri.it, Linea Reti e Impianti. URL consultato il 29 ottobre 2016 (archiviato dall'url originale il 29 ottobre 2016).
275. ↑   Città d'arte della Pianura Padana: Lodi, su circuitocittadarte.it, Città d'arte della Pianura Padana. URL consultato il 28 ottobre 2020 (archiviato dall'url originale il 23 maggio 2015).
276. ↑  La Provincia di Lodi torna alla BIT (comunicato stampa), Provincia di Lodi, 20 febbraio 2008.
277. ↑   Itinerari cicloturistici, su turismolodi.it, Provincia di Lodi. URL consultato il 9 ottobre 2017 (archiviato dall'url originale il 23 ottobre 2017).
278. ↑   Federico Gaudenzi, La Rassegna fa festa nel segno del gusto, in Il Cittadino, 5 ottobre 2017,  p. 4.
279. ↑   Sito ufficiale, su rassegnagastronomica.it, Rassegna gastronomica del Lodigiano. URL consultato il 5 ottobre 2017 (archiviato il 15 settembre 2017).
280. ↑   Da Crema a Milano passando per Lodi: così i pendolari eviteranno la Paullese, in Il Cittadino, 14 aprile 2012,  p. 35.
281. ↑   Mappe percorsi e orari, su lodiurbano.lineservizi.it, LINE. URL consultato il 26 novembre 2017 (archiviato il 19 aprile 2016).
282. ↑   Storia, su starlodi.it, STAR Lodi. URL consultato il 29 ottobre 2016 (archiviato il 25 giugno 2016).
283. ↑   Linee interurbane – Area Lodigiana, su lodiextraurbano.lineservizi.it, LINE. URL consultato il 26 novembre 2017.
284. ↑  Colombo, pp. 79-91.
285. ↑   Caterina Belloni, La roccaforte rossa respinge l'assalto del Carroccio, in Corriere della Sera, 31 marzo 2010,  p. 8.
286. 1 2 3 4 5 6   Città gemellate, su comune.lodi.it, Comune di Lodi, 3 ottobre 2023. URL consultato il 25 ottobre 2023 (archiviato il 25 ottobre 2023).
287. ↑   Scheda del parco: inquadramento geografico-amministrativo, su parcoaddasud.it, Parco dell'Adda Sud. URL consultato il 7 gennaio 2017 (archiviato il 7 gennaio 2017).
288. ↑  Regio decreto 18 gennaio 1877, n. 3644.
289. ↑   Contado di Lodi, su lombardiabeniculturali.it, Regione Lombardia. URL consultato il 4 gennaio 2017.
290. 1 2 3  Annuario 2009-2010, Comitato olimpico nazionale italiano – Comitato provinciale di Lodi.
291. ↑   Santi Urso, Benvenuti a Lodi, la capitale dell'hockey, in Corriere della Sera, 10 dicembre 2010,  p. 15.
292. ↑  Negri e Blanchetti, pp. 100-109.
293. ↑  Papagni e Maietti, pp. 14-67.